# 1920
1920 (MCMXX) byl rok, který dle gregoriánského kalendáře započal čtvrtkem.

## Události

### Česko
- 8. ledna – založena Církev československá husitská (pod názvem Církev československá)
- 10. ledna – Hlučínsko se ratifikací versailleské smlouvy stává součástí Československa
- 4. února – Hlučínsko bylo obsazeno armádou a připojeno k Československu
- 29. února byla schválena Ústava republiky československé
- 7. června byla podepsána Brněnská smlouva o ochraně menšin
- 25. května – prezident Tomáš Garrigue Masaryk jmenoval na Pražském hradě Druhou vládu Vlastimila Tusara
- 27. května – druhá volba T. G. Masaryka prezidentem republiky
- 27.–30. června – v Praze na Letné se konal VII. všesokolský slet
- 28. července – konference ve Spa rozhodla o rozdělení Těšínska mezi Československo a Polsko a definitivně stanovila hranice rozděleného území.
- 31. července – zákonem 450/1920 Sb. připojuje Československo Valticko, Dyjský trojúhelník a část Vitorazska
- 8. září – druhá vláda Vlastimila Tusara podává kvůli rozkolu v sociálně demokratické straně demisi. Je nahrazena 4. československou vládou, první úřednickou vládou Jana Černého, kterou prezident Masaryk jmenoval 15. září.
- 21. září – vyšlo první číslo novin Rudé právo.
- 25. září – XIII. sjezd Československé sociálně demokratické strany dělnické, svolaný levicí, se sešel v Praze za účasti 69 % delegátů. Vyvrcholení rozkolu ve straně.
- 14.–15. prosince – generální stávka vyhlášena sociálně demokratickou levicí dopadla nezdarem. Nepokoje byly potlačeny armádou, četnictvem, ale i Sokoly a Orly.
- první sloka písně Nad Tatrou sa blýska se stala součástí československé hymny
- návrat Československé legie z Ruska
- vznik archivu Pražského hradu

### Svět
- 10. ledna – V účinnost vstoupila Versailleská smlouva, která ustanovila vznik Společnosti národů.
- 2. února – Estonská válka za nezávislost: Tartskou dohodou byla stvrzena mírová smlouva a stanoveny hranice mezi Estonskem a Ruskem.
- 9. února – Špicberská dohoda přiznala Norsku svrchovanost nad tímto souostrovím.
- 24. února – vznik NSDAP
- 1. března – Obnovení Maďarského království v čele s regentem Miklósem Horthym.
- 13.–17. března – V Berlíně se odehrál neúspěšný Kappův puč.
- 6. dubna – Vznik loutkové Dálněvýchodní republiky.
- 23. dubna – V Ankaře bylo založeno Velké národní shromáždění Turecka.
- 25. dubna – Ustanovení Francouzského mandátu Sýrie a Libanonu.
- 28. dubna – Po obsazení Baku Rudou armádou zanikla Ázerbájdžánská demokratická republika a byla vyhlášena Ázerbájdžánská sovětská socialistická republika.
- 7. května – Podpisem Moskevské dohody uznala RSFSR nezávislost Gruzínské demokratické republiky.
- 16. května
  - Jana z Arku byla papežem Benediktem XV. prohlášena za svatou.
  - V Krasnojarsku byla Čekou popravena Marija Bočkarjovová, první ženská velitelka v ruské armádě.
- 4. června – Mezi Maďarskem a většinou států Dohody byla podepsána Trianonská mírová smlouva.
- 11. června – Založení britské korunní kolonie Keňa.
- 19. července – 7. srpna – v Petrohradě se konal 2. kongres Komunistické internacionály
- 27. července – na základě dohody velvyslanců ve Spa získalo Polsko východní oblasti Těšínska.
- 10. srpna – Sèvreská smlouva, podepsaná mezi státy Dohody a Osmanskou říší, která redukovala turecké území.
- 14. srpna – 12. září – VII. letní olympijské hry v Antverpách.
- 18. srpna – Ratifikace Devatenáctého dodatku Ústavy Spojených států amerických, které přiznalo volební právo ženám.
- 16. září – Na Wall Street v New Yorku zemřelo při bombové útoku 40 osob a mnoho dalších bylo zraněno. Pachatele se nikdy nepodařilo vypátrat.
- 17. září – Vznik nejvyšší profesionální ligy amerického fotbalu.
- 24. září – 29. listopadu – Invaze Rudé armády do Arménie, která skončila svržením Arménské vlády a založením Arménské SSR.
- 2. listopadu – V amerických prezidentských volbách zvítězil Warren G. Harding.
- 11. listopadu – Pod Vítězným obloukem v Paříži na Place Charles-de-Gaulle byl zřízen hrob neznámého vojína.
- 15. listopadu – Vznik Svobodného města Gdaňsk.
- 20. listopadu – Artur z Connaughtu, vnuk britské královny Viktorie, je zvolen generálním guvernérem Jihoafrické unie.
- 16. prosince – Ničivé zemětřesení v Kan-su v Číně, zničeno přes 128 000 domů, ve kterých nalezlo smrt kolem 180 000 lidí
- 21.–28. prosince – Povstání horníků v Husinu v tehdejším Království Srbů, Chorvatů a Slovinců.
- 25. prosince – Začaly vycházet stranické propagandistické noviny Völkischer Beobachter.
- založena MPL (Maltese Labour Party)
- zákon o Velkém Berlíně (poslední velké rozšíření území města)
- vznikl polonezávislý stát Střední Litva
- část Arménie byla připojena k Sovětskému svazu a zbytek zůstal součástí Turecka
- rozdělení Ulsteru
- Tirana se stala hlavním městem Albánie, do té doby jím bylo město Drač
- Turecko odmítlo mírové dohody
- v Bonnu založena firma Haribo
- konalo se 1. skautské světové jamboree v Anglii v Olympia Hall v Londýně
- Velká Británie vydává svůj první Zákon o nebezpečných drogách

## Probíhající události
- 1917–1923 – Ruská občanská válka
- 1919–1921 – Polsko-sovětská válka
- 1919–1921 – Britsko-irská válka

## Vědy a umění
- vznikla loutka Spejbl
- 5. října – vznikl Svaz moderní kultury Devětsil
- 9. listopadu – Vatikán zakázal film Bible Svatá (film) protože Eva a Adam jsou v ráji nazí
- Stefan Banach definoval prostor, který dnes nazýváme Banachův
- První pokusné vysílání rozhlasu v Anglii ze stanice Chelmsford.

## Nobelova cena
- Nobelova cena za fyziku – Charles E. Guillaume za objev anomálií při práci s ocelí a zpřesněním měření
- Nobelova cena za fyziologii a lékařství – August Krogh za výzkum výměny plynů při dýchání a výzkum fyziologie kapilár
- Nobelova cena za chemii – Walter H. Nernst – zakladatel fyzikální chemie
- Nobelova cena za literaturu – Knut Hamsun (Norsko)
- Nobelova cena za mír – Léon Bourgeois

## Narození

### Česko

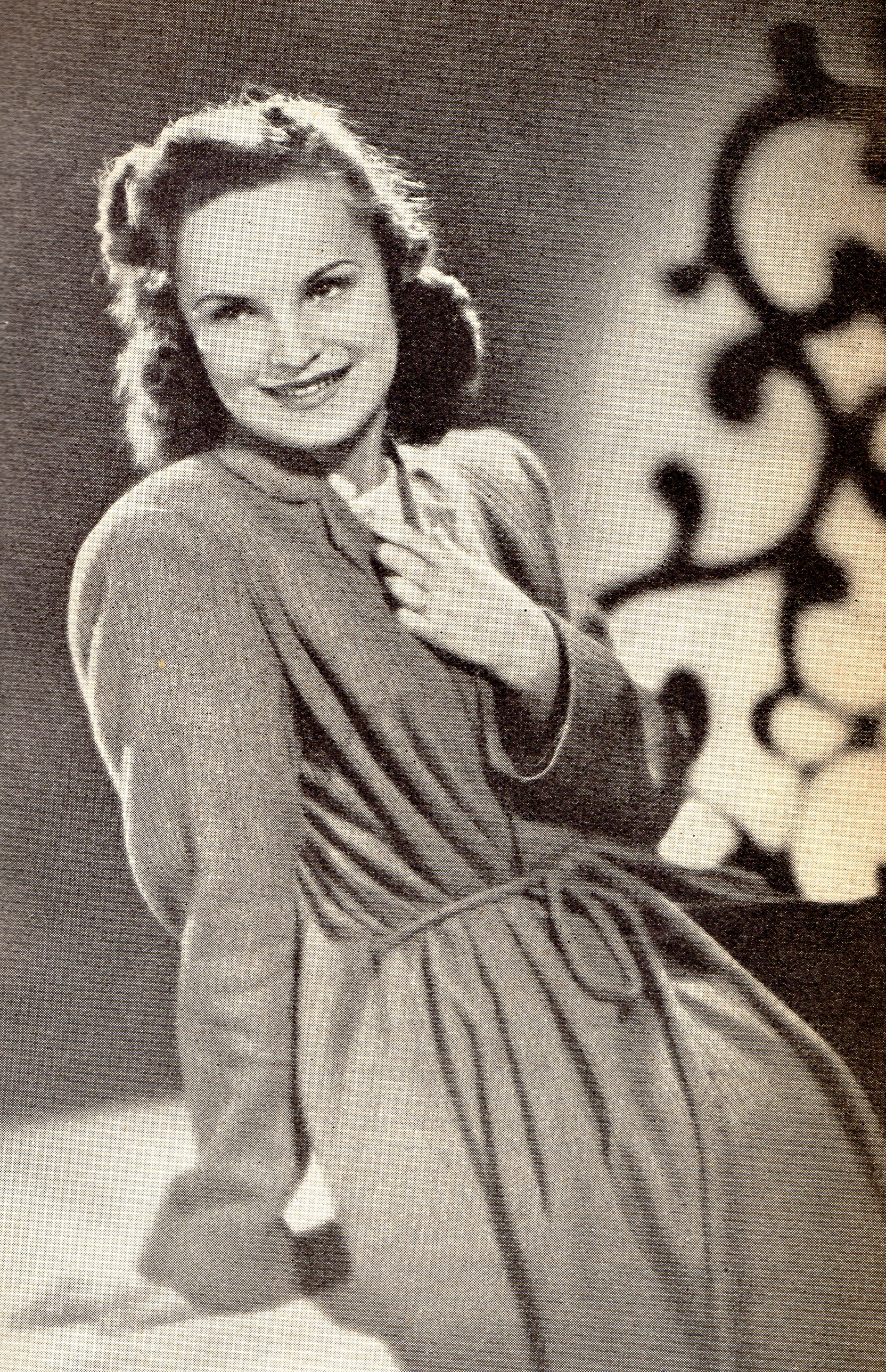
Zdenka Sulanová (* 18. února)

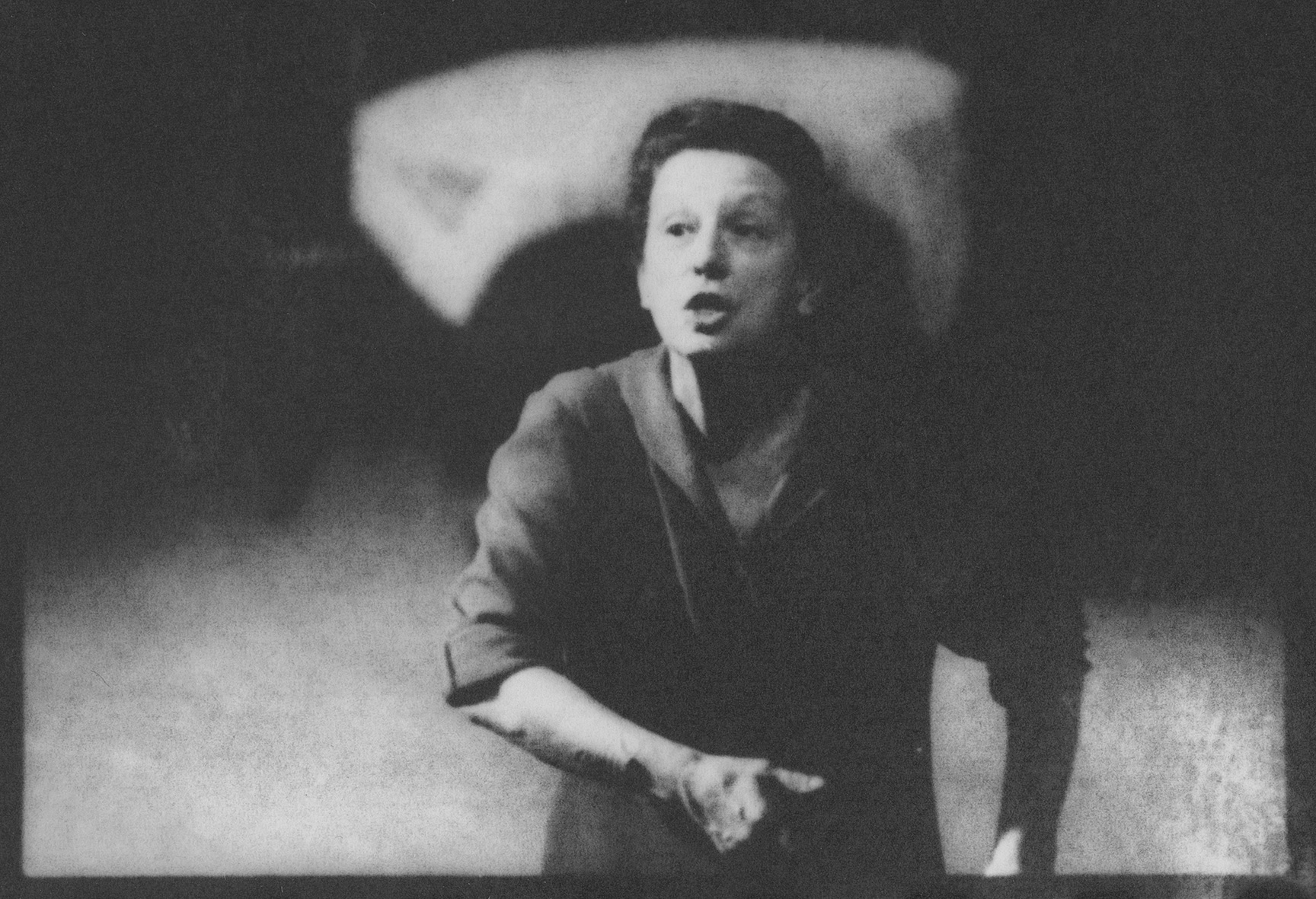
Dana Medřická (* 11. července)

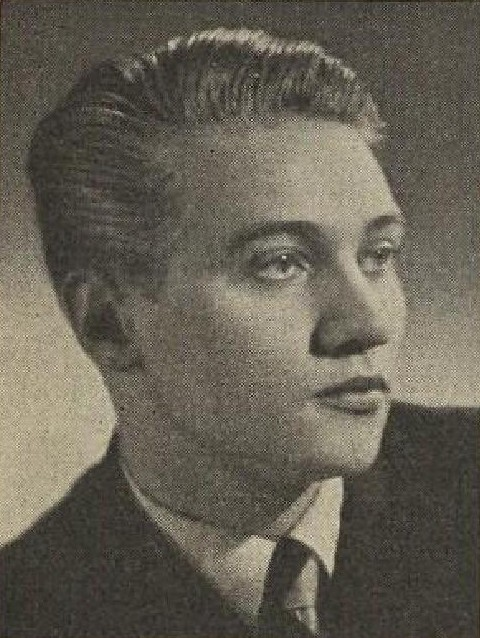
Rudolf Hrušínský (* 17. října)

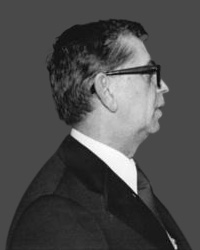
Vlastimil Brodský (* 15. prosince)

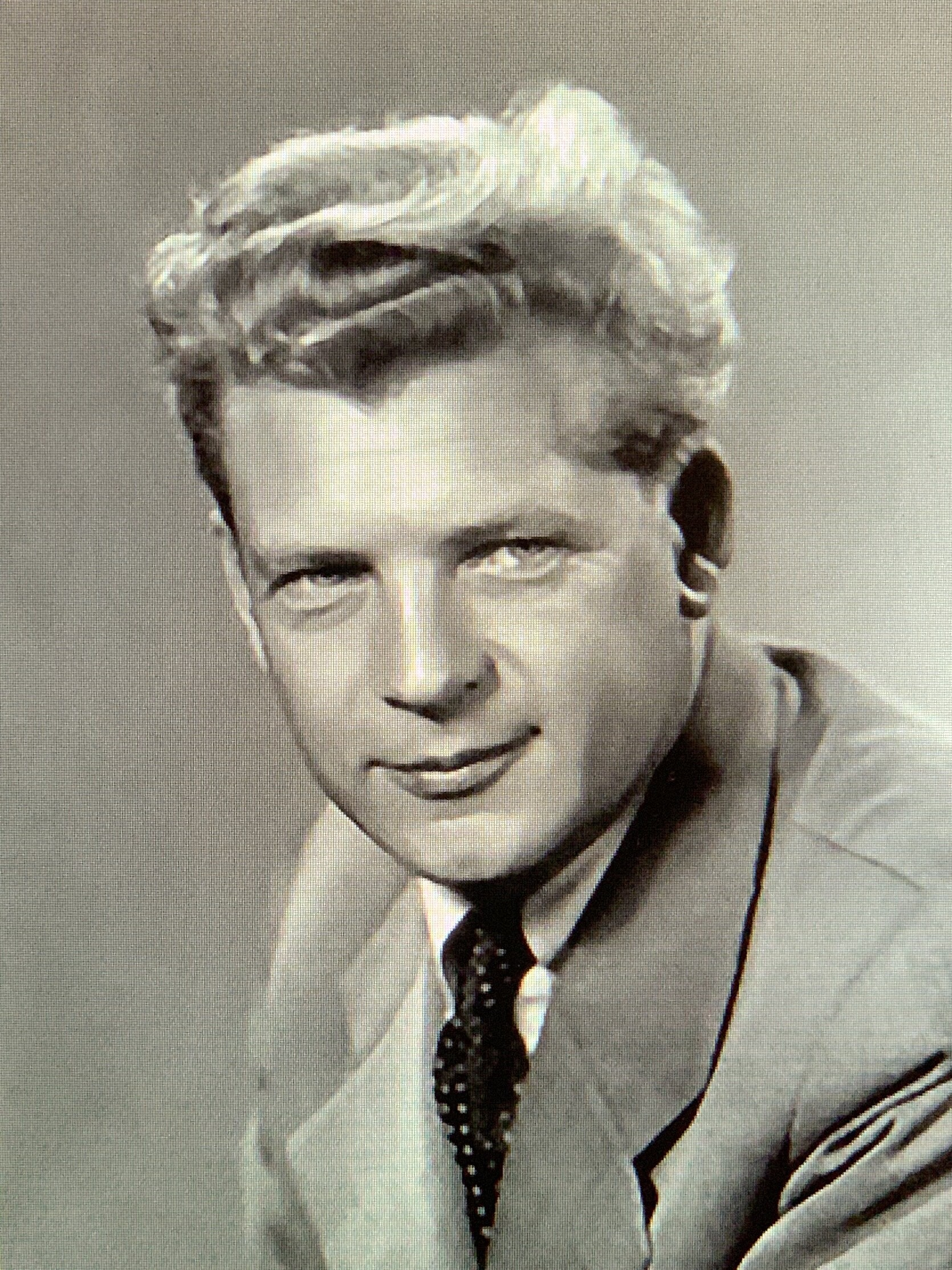
Jiří Hanzelka (* 24. prosince)

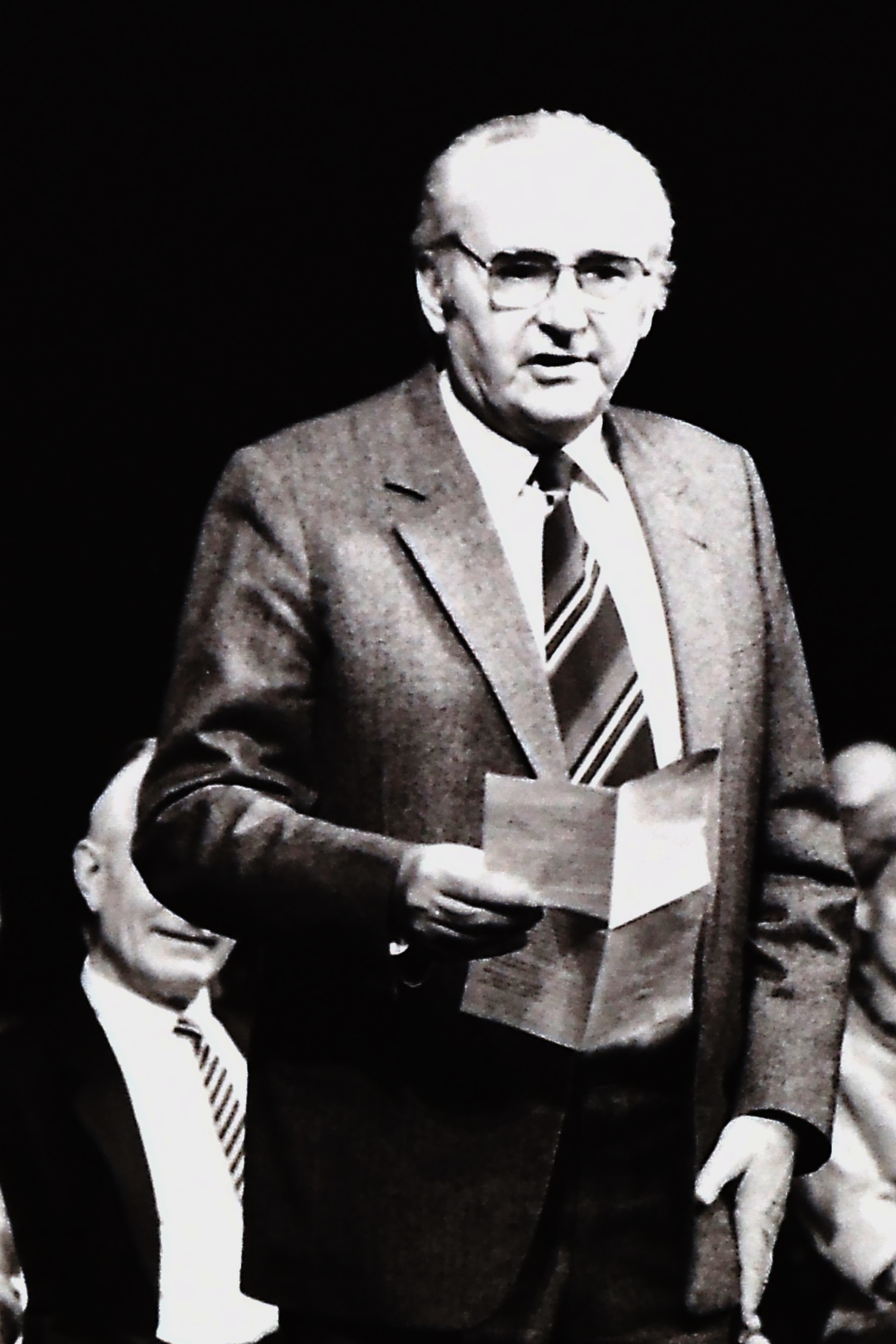
Jiří Sovák (* 27. prosince)

- 2. ledna – Čestmír Císař, ministr školství vlády ČSSR († 24. března 2013)
- 8. ledna – Kamil Linhart, výtvarník († 19. června 2006)
- 9. ledna – Marie Miková, československá politička († 25. srpna 2018)
- 11. ledna – Ignác Rendek, ministr vlád Československa († 30. května 2003)
- 13. ledna – Robert Vrchota, herec († 25. dubna 1993)
- 15. ledna – Anton Malatinský, československý fotbalový reprezentant († 1. prosince 1992)
- 17. ledna – Bohumil Váňa, stolní tenista, několikanásobný mistr světa († 4. listopadu 1989)
- 19. ledna – Andrej Barčák, ministr zahraničního obchodu ČSSR († 23. července 1984)
- 23. ledna – Ivan Slavík, básník, spisovatel, překladatel a editor († 24. prosince 2002)
- 24. ledna – Jiří Kárnet, česko-americký dramatik, divadelní kritik, režisér, básník a překladatel († 1. února 2011)
- 28. ledna
  - Karel Kraus, teatrolog, dramaturg a překladatel († 15. března 2014)
  - Gustav Francl, novinář, filmový kritik a překladatel († 6. ledna 2019)
- 31. ledna – Gustav Heverle, herec († 22. ledna 2008)
- 3. února
  - Ján Grajzel, československý voják a příslušník výsadku Embassy († 10. února 1994)
  - Zdeněk Sýkora, malíř († 12. července 2011)
- 10. února – Alois Sivek, literární historik a kritik († 7. října 1971)
- 12. února – Josef Bublík, voják a příslušník výsadku Bioscop († 18. června 1942)
- 14. února – Bohumil Kvasil, fyzik a politik († 30. října 1985)
- 18. února – Zdenka Sulanová, herečka a zpěvačka († 9. srpna 2004)
- 21. února – Nora Cífková, herečka († 25. ledna 2017)
- 23. února – František Hoffmann, archivář a historik († 1. října 2015)
- 26. února – Karel Houba, spisovatel a překladatel († 26. prosince 1999)
- 28. února – Ladislav Vychodil, scénograf († 20. srpna 2005)
- 3. března – Jaroslava Lukešová, sochařka († 15. prosince 2007)
- 4. března – Eva Gerová, herečka a zpěvačka († 5. června 2013)
- 6. března – Josef Kozák, československý volejbalový reprezentant a trenér († 7. června 2000)
- 15. března – Bohumil Kudrna, kanoista, olympionik († 11. února 1991)
- 16. března – Gustáv Herrmann, československý basketbalista († 31. března 2010)
- 19. března – Josef Bierský, výsadkář, Operace Wolfram († 19. října 1944)
- 20. března – Alena Maxová, překladatelka a rozhlasová redaktorka († 18. února 2013)
- 22. března
  - Ivan Kolařík, voják a příslušník výsadku Out Distance († 1. dubna 1942)
  - Jaroslav Brodský, politický vězeň komunistického režimu v Československu († 3. srpna 1981)
  - Ludvík Kundera, básník, dramatik, prozaik a překladatel († 17. srpna 2010)
- 4. dubna – Jindřich Krejča, malíř, vědecký ilustrátor († 29. května 1991)
- 6. dubna – Magdalena Horňanová, spisovatelka, autorka svědectví o holokaustu († 30. září 2017)
- 8. dubna – Josef Daněk, vynálezce († 21. května 2001)
- 13. dubna
  - Stanislav Rázl, předseda vlády České socialistické republiky († 4. listopadu 1999)
  - Karel Otčenášek, 23. biskup královéhradecký († 23. května 2011)
- 17. dubna
  - Jiří Štokman, voják a příslušník výsadku Clay († 17. června 1981)
  - František Dvořák, historik umění († 9. listopadu 2015)
- 20. dubna – Záviš Bochníček, astronom († 23. února 2002)
- 21. dubna – Ladislav Koubek, československý fotbalový reprezentant († 9. října 1992)
- 26. dubna – František Peterka, malíř († 11. září 2007)
- 28. dubna – Vlastimil Fiala, historik umění a překladatel († 10. dubna 1993)
- 30. dubna – Josef Chvalina, herec († 19. listopadu 1982)
- 1. května
  - Oldřich Švarný, sinolog a fonetik († 19. dubna 2011)
  - Josef Hendrich, filolog († 9. dubna 2012)
- 6. května – Vladimír Terš, malíř († 31. srpna 2010)
- 7. května – Jana Ebertová, herečka a recitátorka († 10. listopadu 2010)
- 10. května – Josef Svoboda, scénograf († 8. dubna 2002)
- 12. května – Vilém Flusser, filozof působící v Brazílii († 27. listopadu 1991)
- 14. května – Jiřina Salačová, zpěvačka († 8. ledna 1991)
- 17. května – Vladimír Škacha, voják a příslušník výsadku Silver B († 23. března 1987)
- 19. května – Jan Hukna, herec působící převážně v Anglii († 3. ledna 2007)
- 21. května – Emil Velenský, basketbalista, mistr Evropy († 28. prosince 2003)
- 22. května – Ferdinand Plánický, československý fotbalový reprezentant († 10. dubna 2001)
- 25. května – Ctibor Rybár, šéfredaktor Nakladatelství Olympia, autor průvodců po Československu († 13. února 2013)
- 27. května – Mojmír Smékal, hudebník a skladatel († 21. září 1995)
- 29. května – Milan Pásek, režisér, herec a pedagog († 27. prosince 1990)
- 3. června – Zdeněk Mathauser, estetik a literární vědec († 27. května 2007)
- 4. června – Josef Kvapil, československý fotbalový reprezentant († 1988)
- 10. června – Zbyněk Vostřák, dirigent a hudební skladatel († 4. srpna 1985)
- 11. června – Jiří Karen, básník († 30. dubna 2000)
- 18. června
  - Karel Risinger, skladatel a muzikolog († 11. srpna 2008)
  - Přemysl Otakar Špidlen, houslař († 6. ledna 2010)
  - 20. června – Libuše Přichystalová, herečka († 200?)
- 24. června – Jan Bula, kněz, oběť komunistického teroru († 20. května 1952)
- 29. června – Ladislav Fikar, básník, divadelní kritik a překladatel († 12. července 1975)
- 5. července
  - Jaromír Vrba, hrdina protinacistického i protikomunistického odboje a oběť komunistického teroru († 19. prosince 1950)
  - Zdeněk Tmej, reportážní a dokumentární fotograf († 22. července 2004)
- 10. července – Miloslav Chlupáč, sochař a malíř († 30. listopadu 2008)
- 11. července – Dana Medřická, herečka († 21. ledna 1983)
- 15. července – Vilém Kropp, reportážní fotograf († 2. února 2012)
- 16. července – Ivo Jirásek, skladatel († 8. ledna 2004)
- 19. července – Josef Kempný, dlouholetý komunistický politik († 25. listopadu 1996)
- 24. července – Josef Hiršal, básník a překladatel († 15. září 2003)
- 25. července – Jaroslav Deršák, fotbalový útočník a operní pěvec († 12. února 2013)
- 27. července – František Jungwirth, překladatel a redaktor († 17. ledna 1997)
- 31. července – Jiří Vršťala, herec († 10. června 1999)
- 3. srpna – Vítězslav Kocourek, spisovatel a překladatel († 30. prosince 1995)
- 7. srpna
  - Antonín Bradáč, československý fotbalový reprezentant († 5. dubna 1991)
  - Leopold Láznička, sprinter († 17. března 2003)
- 13. srpna – Mirko Paráček, sprinter († 17. července 1991)
- 15. srpna – Ctirad John, imunolog a mikrobiolog († 12. října 2018)
- 16. srpna – Ludvík Černý, primátor hlavního města Prahy († 12. září 2003)
- 30. srpna – Zdeněk Řehoř, herec († 8. listopadu 1994)
- 1. září
  - Josef Kudrna, čs. ministr vnitra († 15. května 1989)
  - Taťána Hladěnová, odbojářka z období druhé světové války († 2. července 1942)
- 8. září – Václav Pavel Borovička, spisovatel a televizní scenárista († 15. června 2004)
- 9. září – Josef Kobr, herec († 10. května 1999)
- 12. září – Antonín Dvořák, režisér a scénograf († 29. května 1997)
- 19. září
  - Jan Bechyně, entomolog († 9. března 1973)
  - Jan Pixa, konferenciér, moderátor, scenárista a televizní dramaturg († 19. listopadu 2004)
  - Jan Simota, sochař, medailér, pedagog († 13. března 2007)
- 20. září – Zdeněk Kampf, herec († 12. ledna 1987)
- 22. září – Miroslav Smotlacha, chemik a popularizátor mykologie († 6. června 2007)
- 23. září – Jiří Jaroch, skladatel († 30. prosince 1986)
- 24. září
  - Bedřich Kloužek, sochař a medailér († 2. července 1995)
  - Míla Tomášová, mikrobioložka, spisovatelka († 12. května 2001)
- 29. září – Václav Neumann, dirigent († 2. září 1995)
- 1. října – Zdeněk Rotrekl, básník , spisovatel, publicista, literární historik a scenárista († 9. června 2013)
- 2. října – Bohumil Šimon, ekonom a politik († 21. listopadu 2003)
- 3. října – Jiří Louda, heraldik a knihovník († 1. září 2015)
- 5. října – Václav Havel, kanoista († 14. prosince 1979)
- 6. října – Kamil Šimon, novinář a spisovatel
- 14. října
  - Nina Popelíková, herečka († 18. dubna 1982)
  - Josef Kábrt, malíř, grafik, ilustrátor, animátor, režisér a scenárista († 7. února 1989)
- 17. října – Rudolf Hrušínský, herec († 13. dubna 1994)
- 21. října
  - Emil Juliš, básník a výtvarník († 25. prosince 2006)
  - Josef Lesák, studentský vůdce a politik († 28. července 2009)
- 22. října – Bohuslav Nocar, voják a příslušník výsadku Silica-North († 11. září 1944)
- 30. října
  - Jaroslav Svojše, skaut a spisovatel († 21. února 1983)
  - Zdeněk Kryzánek, herec († 24. prosince 1975)
- 1. listopadu – Karel Zámečník, redaktor Československého rozhlasu, historik a spisovatel († 10. ledna 2007)
- 5. listopadu – Václav Lohniský, divadelní režisér a filmový herec († 18. února 1980)
- 10. listopadu
  - Aleš Černý, malíř († 29. března 1984)
  - Stanislav Podhrázský, malíř, sochař a restaurátor († 20. května 1999)
- 12. listopadu – Ludvík Pompe, divadelní a rozhlasový režisér († 15. února 1981)
- 14. listopadu – Libor Zapletal, voják a příslušník výsadku Bivouac († 27. září 1944)
- 19. listopadu – Zdeněk Dítě, herec († 11. prosince 2001)
- 21. listopadu – František Kavka, historik († 20. října 2005)
- 25. listopadu – Antonín Vězda, lichenolog († 10. listopadu 2008)
- 29. listopadu – František Pavelka, voják a příslušník výsadku Percentage († 11. ledna 1943)
- 1. prosince
  - Ladislav Dvořák, básník a spisovatel, autor literatury pro děti († 22. června 1983)
  - Radegast Parolek, literární historik a překladatel († 15. září 2019)
- 3. prosince – Vladimír Bouzek, československý hokejový reprezentant († 31. července 2006)
- 6. prosince – Karel Píč, básník a esperantista († 15. srpna 1995)
- 7. prosince – Věra Tichánková, herečka († 9. ledna 2014)
- 11. prosince – Václav Šaffránek, vysokoškolský student a studentský funkcionář popravený nacisty († 17. listopadu 1939)
- 12. prosince
  - Rudolf Černý, dělník, havíř a spisovatel († 4. února 1982)
  - Josef Doležal, stříbrná medaile v chůzi na 50 km na OH 1952 († 28. ledna 1999)
- 14. prosince
  - Miloslav Balun, československý reprezentant v krasobruslení († 25. prosince 1994)
  - Stanislav Hojný, hráč na bicí nástroje († 21. prosince 2000)
- 15. prosince – Vlastimil Brodský, herec († 20. dubna 2002)
- 21. prosince – Olga Šilhánová, sportovní gymnastka a olympionička († 27. srpna 1986)
- 24. prosince – Jiří Hanzelka, cestovatel a spisovatel († 15. února 2003)
- 27. prosince – Jiří Sovák, herec († 6. září 2000)
- 28. prosince – Gerik, příslušník výsadku Zinc, spolupracovník gestapa († 29. dubna 1947)
- neznámé datum – František Malec, umělecký maskér († 1995)

### Svět
- 1. ledna

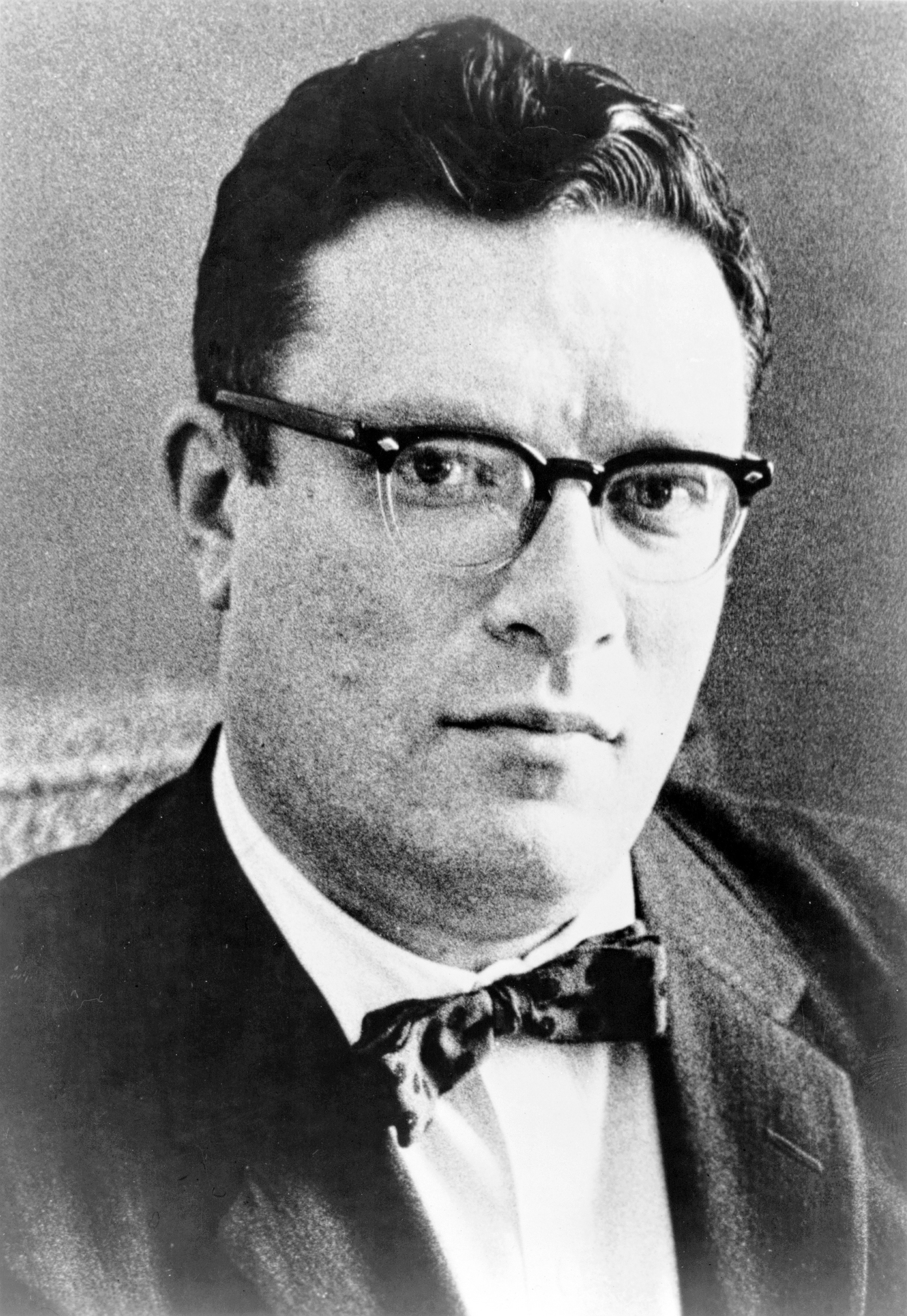
Isaac Asimov (* 2. ledna)

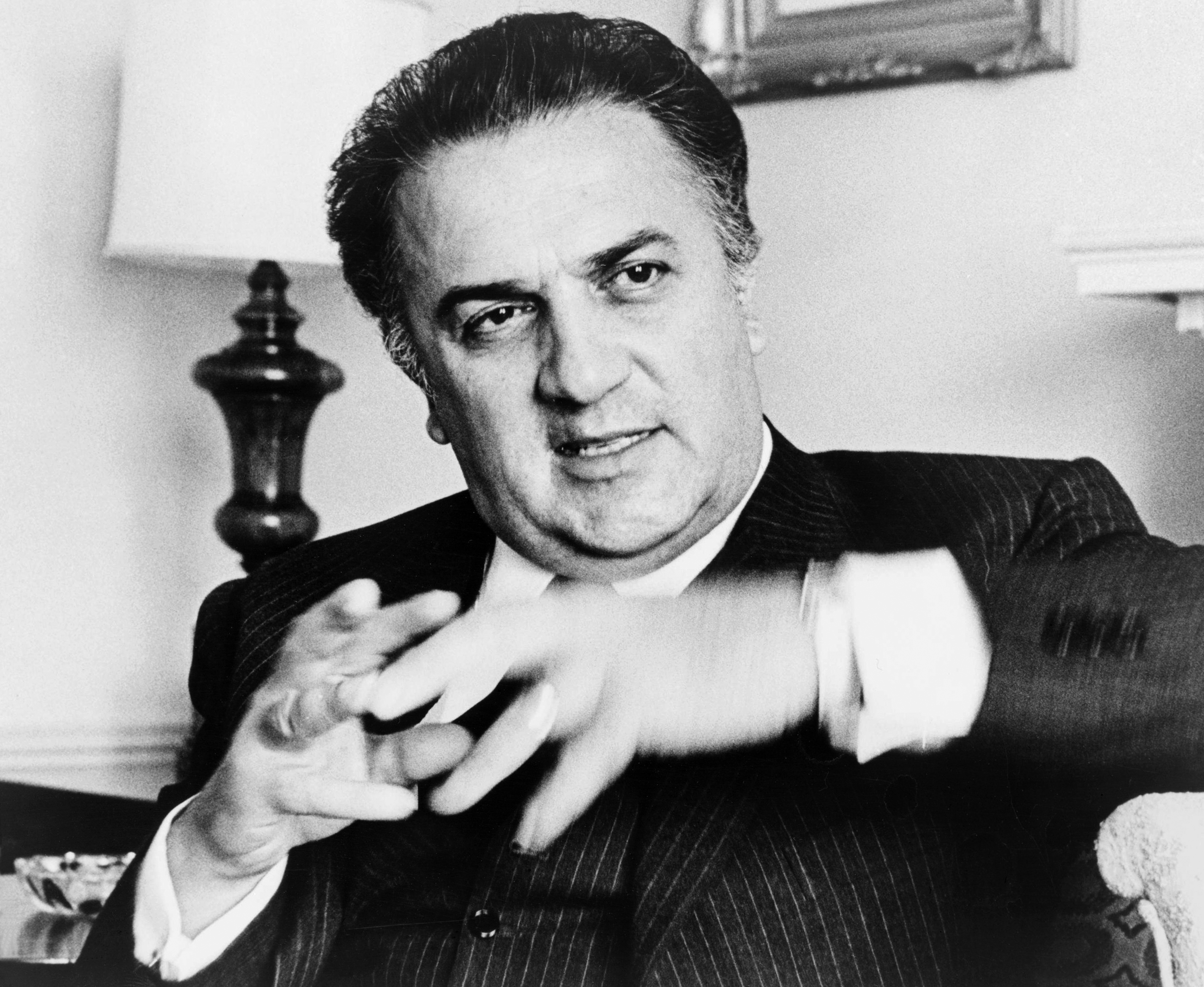
Federico Fellini (* 20. ledna)

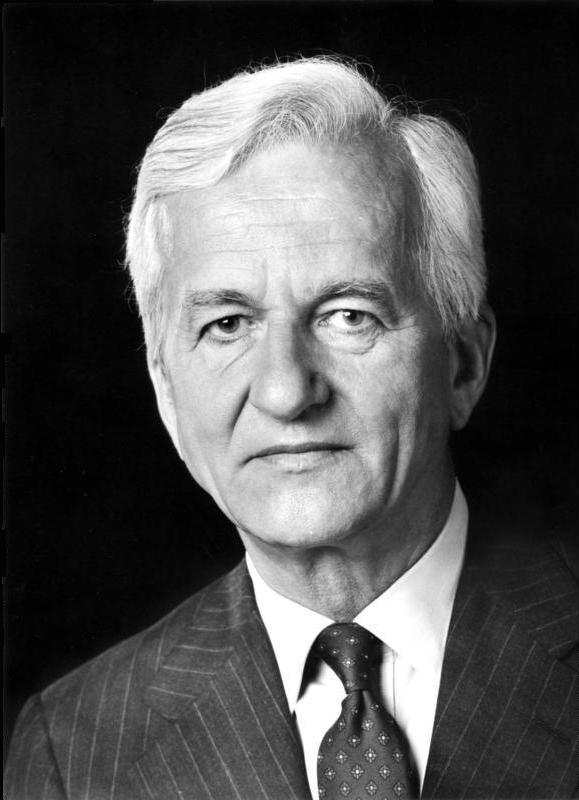
Richard von Weizsäcker (* 15. dubna)

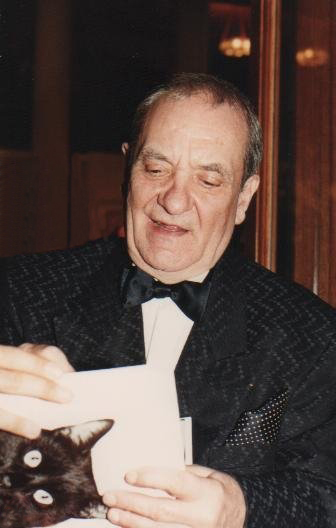
Jean Carmet (* 25. dubna)

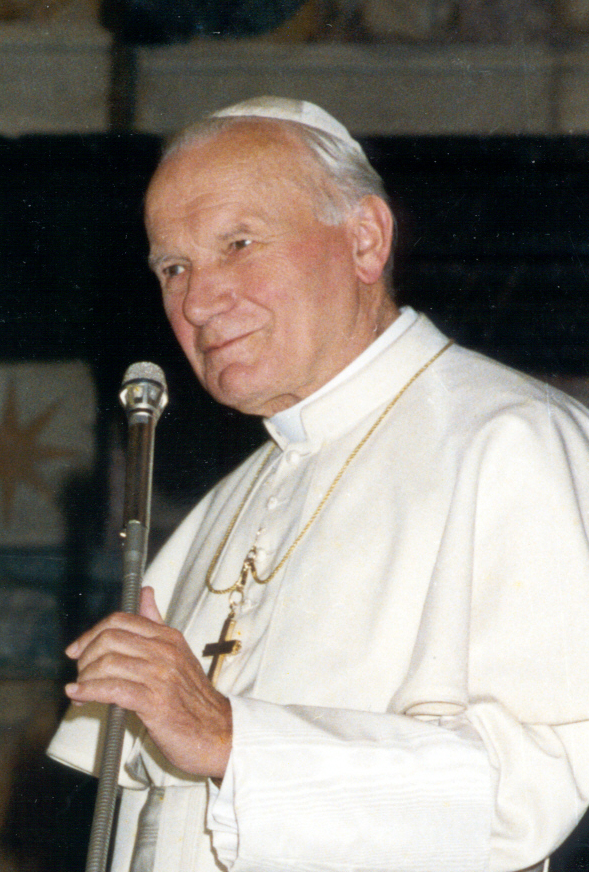
Jan Pavel II. (* 18. května)

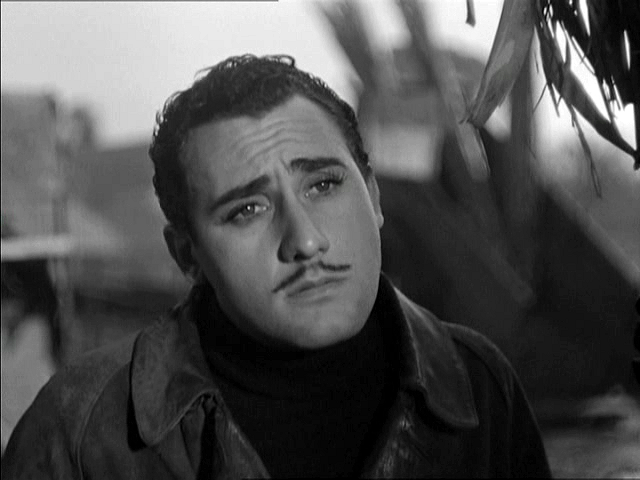
Alberto Sordi (* 15. června)

Juan Antonio Samaranch (* 17. července)

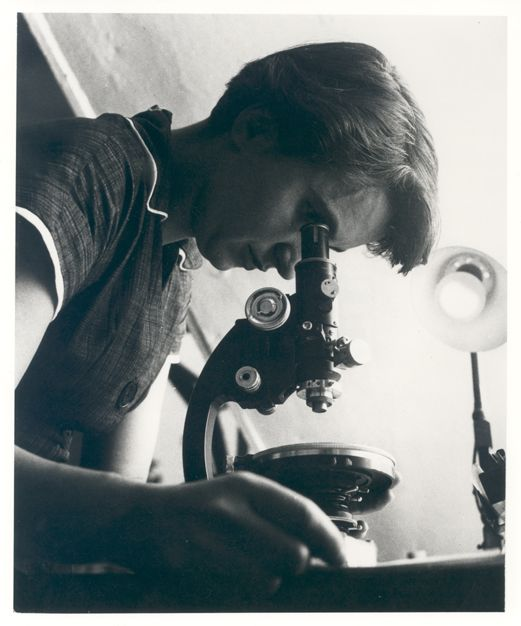
Rosalind Franklinová (* 25. července)

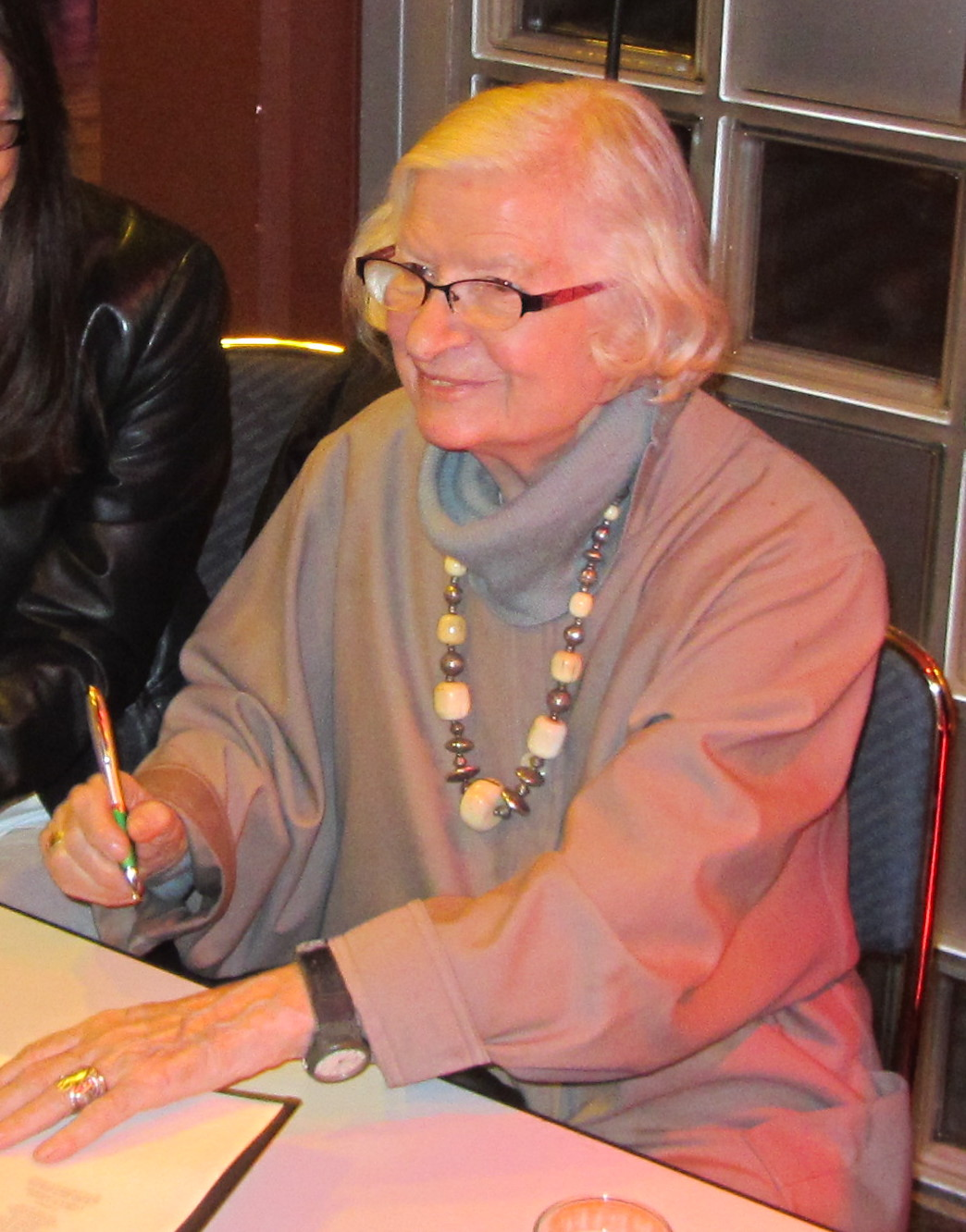
P. D. Jamesová (* 3. srpna)

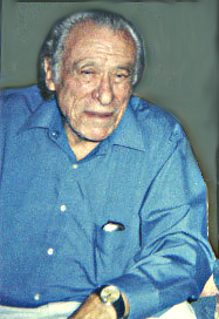
Charles Bukowski (* 16. srpna)

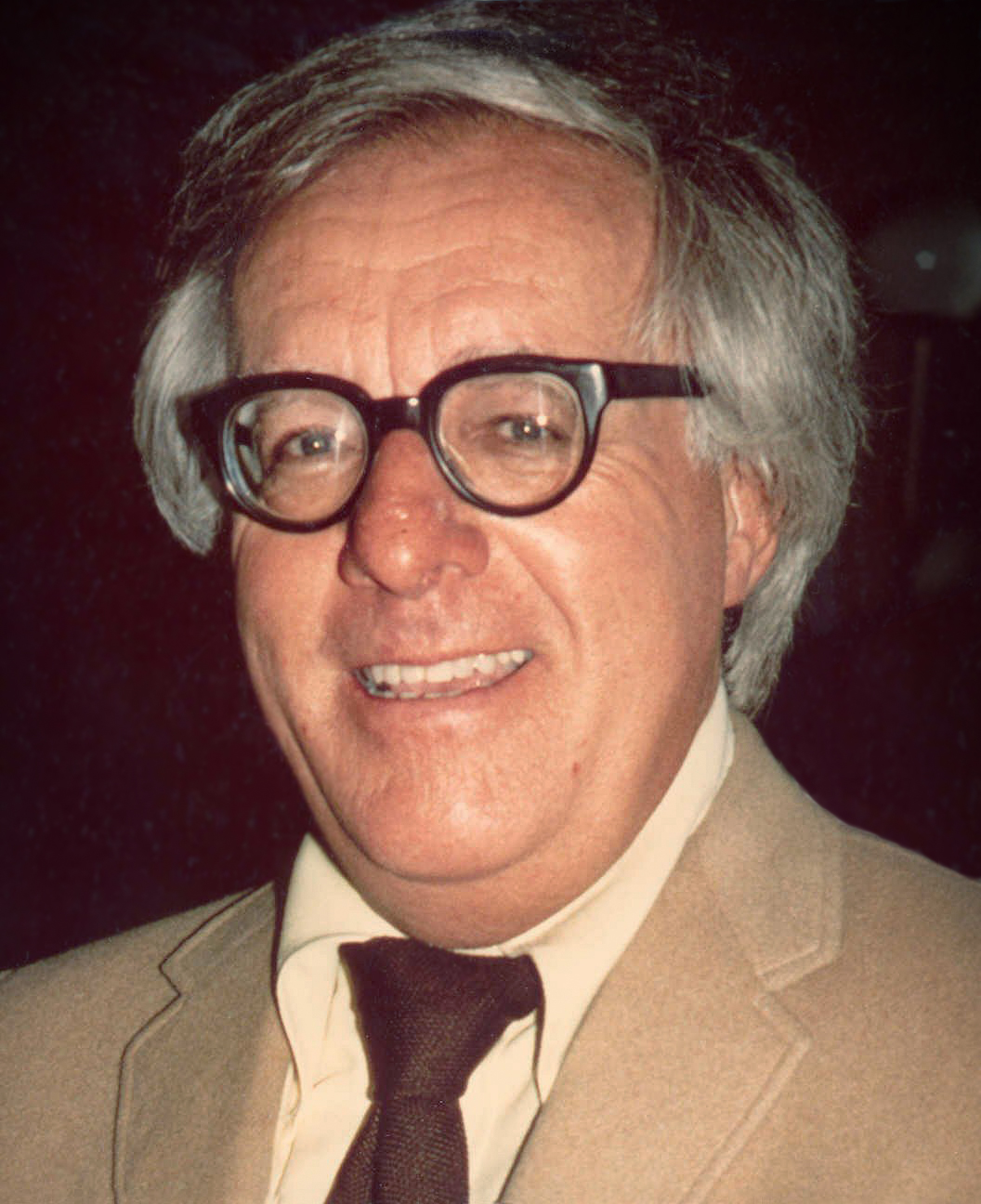
Ray Bradbury (* 22. srpna)

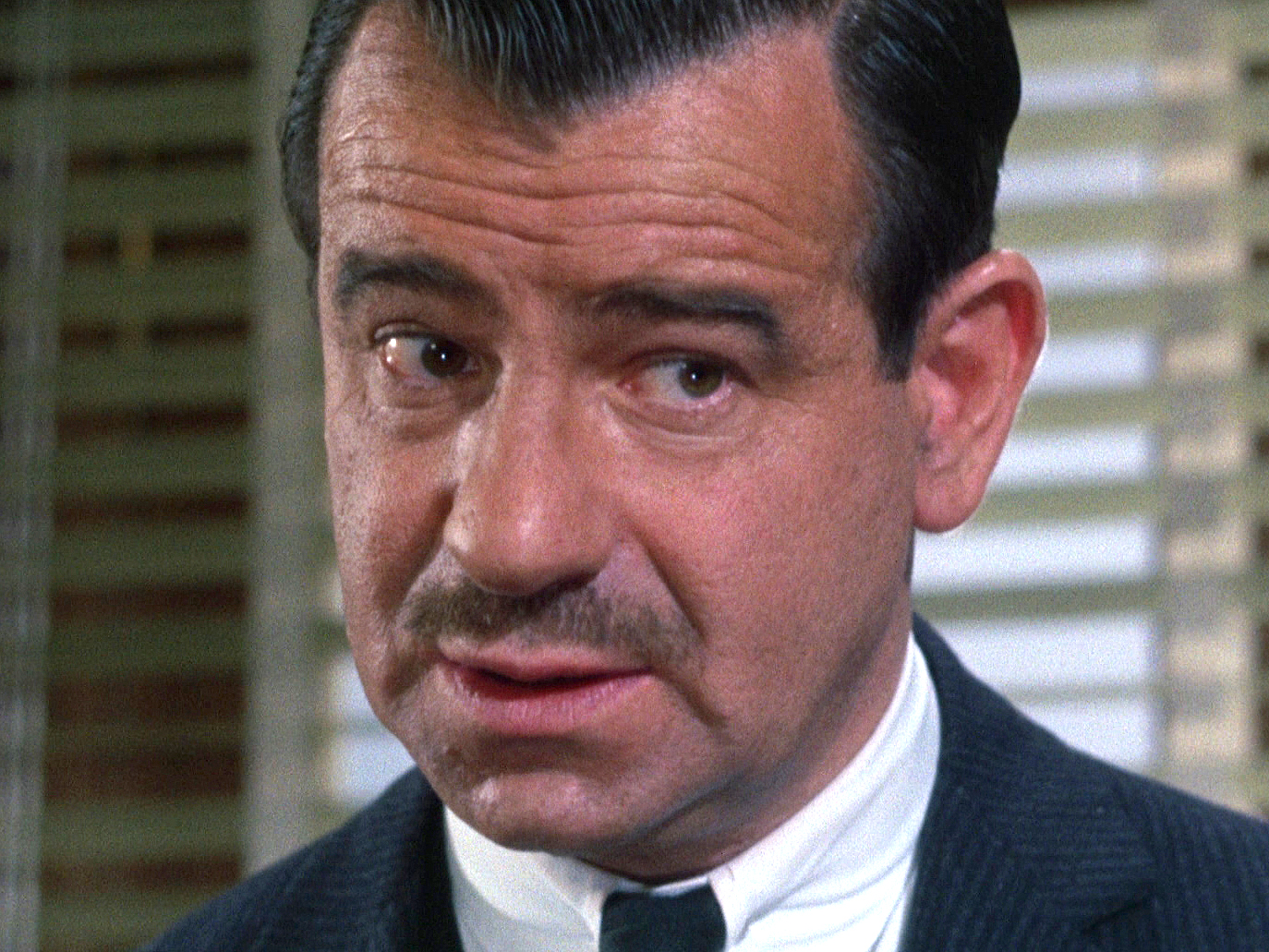
Walter Matthau (* 1. října)

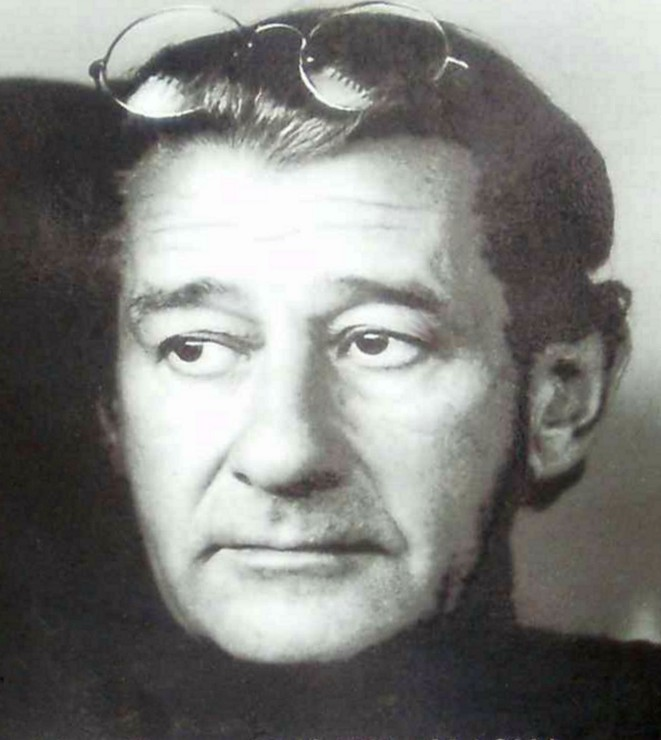
Helmut Newton (* 31. října)

  - Al Minns, americký černošský tanečník († 24. dubna 1985)
  - Alfred A. Tomatis, francouzský otorhinolaryngolog († 25. prosince 2001)
  - José Antonio Bottiroli, argentinský hudební skladatel a básník († 15. března 1990)
- 2. ledna
  - Isaac Asimov, americký spisovatel a biochemik ruského původu († 6. dubna 1992)
  - George Howard Herbig, americký astronom († 12. října 2013)
- 4. ledna – Robert Lamoureux, francouzský filmař a divadelník († 29. října 2011)
- 5. ledna – Arturo Benedetti Michelangeli, italský klavírista († 12. června 1995)
- 6. ledna
  - Val Valentin, portorický zvukový inženýr († 24. března 1999)
  - John Maynard Smith, britský evoluční biolog a genetik († 19. dubna 2004)
- 9. ledna
  - João Cabral de Melo Neto, brazilský básník a diplomat († 9. října 1999)
  - Rubén Ruiz Ibárruri, syn španělské komunistické političky Dolores Ibárruri († 14. září 1942)
- 11. ledna – Igor Cholin, ruský básník, prozaik a disident († 15. června 1999)
- 13. ledna
  - Tokudži Iizuka, japonský válečný pilot
  - Knut Nordahl, švédský fotbalista († 28. října 1984)
- 14. ledna – Jean Dutourd, francouzský novinář, kritik a prozaik († 17. ledna 2011)
- 16. ledna
  - Stéphanos II. Ghattas, koptský katolický kardinál († 20. ledna 2009)
  - Elliott Reid, americký herec († 21. června 2013)
- 18. ledna – Cecil W. Stoughton, americký fotograf, první hlavní oficiální fotograf Bílého domu († 3. listopadu 2008)
- 19. ledna – Javier Pérez de Cuéllar, peruánský politik, spisovatel a generální tajemník OSN († 4. března 2020)
- 20. ledna
  - Federico Fellini, italský filmový režisér a scenárista († 31. října 1993)
  - DeForest Kelley, americký herec († 11. června 1999)
- 21. ledna – Gottfried Böhm, německý architekt († 9. června 2021)
- 22. ledna
  - Alf Ramsey, anglický fotbalista a trenér († 28. dubna 1999)
  - Ann Philippa Pearceová, anglická spisovatelka († 21. prosince 2006)
  - Chiara Lubichová, katolická aktivistka, zakladatelka hnutí Fokoláre († 14. března 2008)
- 23. ledna – Henry Eriksson, švédský olympijský vítěz v běhu na 1500 metrů z roku 1948 († 8. ledna 2000)
- 30. ledna
  - Tito Gómez, kubánský zpěvák († 15. října 2000)
  - Delbert Mann, americký divadelní a filmový režisér († 11. listopadu 2007)
- 3. února
  - George Armitage Miller, americký psycholog († 22. července 2012)
  - Henry Heimlich, americký lékař, vynálezce Heimlichova manévru († 17. prosince 2016)
- 4. února
  - Štefan Mašlonka, slovenský sportovní novinář a rozhlasový reportér († 30. října 2000)
  - Cyril Zálešák, slovenský choreograf, hudebník a folklorista († 6. dubna 2013)
- 8. února
  - Sverre Farstad, norský rychlobruslař, olympionik († 27. března 1978)
  - Thomas M. Messer, ředitel newyorského Guggenheimova muzea československého původu († 15. května 2013)
- 9. února
  - Stefan Dičev, bulharský novinář a spisovatel († 27. ledna 1996)
  - Grigorij Andrejevič Rečkalov, sovětský generál letectva, druhé nejúspěšnější sovětské a spojenecké letecké eso druhé světové války († 22. prosince 1990)
- 11. února – Farúk I., egyptský a súdánský král († 18. března 1965)
- 12. února – Bill Pitman, americký kytarista († 11. srpna 2022)
- 14. února – Albert Barillé, francouzský filmový producent a scenárista († 11. února 2009)
- 19. února
  - Jürgen von Beckerath, německý egyptolog († 26. června 2016)
  - Jaan Kross, estonský spisovatel († 27. prosince 2007)
- 20. února – Jevgenij Dragunov, ruský konstruktér zbraní († 4. srpna 1991)
- 21. února – Leo Scheffczyk, německý římskokatolický kněz, teolog, kardinál († 8. prosince 2005)
- 22. února – Samuel Falťan, slovenský historik a politik († 15. prosince 1991)
- 23. února – Anton Antonov-Ovsejenko, ruský historik a spisovatel († 9. července 2013)
- 25. února
  - Philip Habib, americký diplomat († 25. května 1992)
  - Son-mjong Mun, korejský zakladatel náboženského hnutí Církev sjednocení († 3. září 2012)
- 26. února – Hilmar Baunsgaard, dánský premiér († 2. července 1989)
- 28. února – Ben Kynard, americký jazzový saxofonista († 5. července 2012)
- 29. února
  - Fjodor Alexandrovič Abramov, ruský spisovatel a literární vědec († 14. května 1983)
  - Henry Duméry, francouzský filosof († 6. února 2012)
  - Michèle Morganová, francouzská herečka († 20. prosince 2016)
- 1. března – Simon Ignatius Pimenta, indický kardinál, arcibiskup Bombaje († 19. července 2013)
- 2. března – Ilona Hollós, maďarská zpěvačka († 1. června 1998)
- 3. března – James Doohan, kanadský herec († 20. července 2005)
- 6. března – Jadwiga Dackiewiczová, polská spisovatelka a překladatelka († 25. října 2003)
- 7. března – Eilís Dillonová, irská spisovatelka († 19. července 1994)
- 10. března – Boris Vian, francouzský prozaik, malíř, herec, jazzový hudební skladatel († 23. června 1959)
- 11. března – Nicolaas Bloembergen, americký fyzik, nositel Nobelovy ceny († 5. září 2017)
- 12. března – Françoise d'Eaubonne, francouzská spisovatelka a feministka († 3. srpna 2005)
- 13. března – Feocharij Kessidi, řecký historik filosofie († 23. prosince 2009)
- 14. března – Dorothy Tylerová, britská atletka, skokanka do výšky († 25. září 2014)
- 15. března – E. Donnall Thomas, americký lékař a profesor, nositel Nobelovy ceny († 20. října 2012)
- 17. března – José Tomás Sánchez, filipínský kardinál († 9. března 2012)
- 21. března
  - Éric Rohmer, francouzský filmový režisér a kritik († 11. ledna 2010)
  - Josef Rötzer, rakouský lékař, tvůrce symptotermální metody přirozeného plánování rodičovství († 4. října 2010)
- 25. března – Patrick Troughton, anglický herec († 28. března 1987)
- 26. března – Chajim-Moše Šapira, izraelský politik († 16. července 1970)
- 1. dubna – Toširó Mifune, japonský herec († 24. prosince 1997)
- 2. dubna – Jaroslav Šolc, slovenský odbojář a politik († 8. prosince 1985)
- 3. dubna – John Demjanjuk, ukrajinský válečný zločinec († 17. března 2012)
- 5. dubna
  - Barend Biesheuvel, nizozemský premiér († 29. dubna 2001)
  - Arthur Hailey, britský spisovatel († 24. listopadu 2004)
- 7. dubna – Ravi Šankar, indický skladatel a hráč na sitár († 11. prosince 2012)
- 8. dubna – Carmen McRae, americká zpěvačka a herečka († 10. listopadu 1994)
- 9. dubna – Olga Perovská, ruská autorka dětských knih († 18. září 1961)
- 10. dubna – Maciej Słomczyński, polský spisovatel, překladatel a scenárista († 27. března 1998)
- 11. dubna – Emilio Colombo, italský premiér († 24. června 2013)
- 13. dubna
  - John LaPorta, americký jazzový klarinetista († 12. května 2004)
  - Liam Cosgrave, irský premiér († 4. října 2017)
  - František Miko, slovenský literární vědec a teoretik, jazykovědec († 13. listopadu 2011)
- 15. dubna
  - Roger Rondeaux, francouzský mistr světa cyklokrosu († 24. ledna 1999)
  - Thomas Szasz, americký psychiatr († 8. září 2012)
  - Richard von Weizsäcker, německý prezident († 31. ledna 2015)
- 19. dubna – Julien Ries, belgický kardinál, církevní historik, († 23. února 2013)
- 21. dubna
  - Bruno Maderna, italský dirigent a hudební skladatel († 13. listopadu 1973)
  - Hans Henning Ørberg, dánský didaktik a autor učebnic latiny († 17. února 2010)
- 25. dubna
  - Jean Carmet, francouzský herec a scenárista († 20. dubna 1994)
  - Peter Karvaš, slovenský spisovatel († 28. listopadu 1999)
- 27. dubna – Edwin Morgan, skotský básník († 17. srpna 2010)
- 2. května – Guinn Smith, americký olympijský vítěz ve skoku o tyči († 20. ledna 2004)
- 3. května – John Lewis, americký jazzový klavírista a skladatel († 29. března 2001)
- 5. května – Glanmor Williams, velšský historik († 24. února 2005)
- 8. května
  - Saul Bass, americký grafik († 25. dubna 1996)
  - Paul Benno Marx, americký kněz, spisovatel a představitel hnutí pro-life († 20. března 2010)
- 9. května
  - William Tenn, americký spisovatel sci-fi († 7. února 2010)
  - Richard Adams, anglický spisovatel († 24. prosince 2016)
- 10. května – Bert Weedon, britský kytarista († 20. dubna 2012)
- 13. května – Eduard Vladimír Tvarožek, slovenský esperantista, básník a překladatel († 9. srpna 1999)
- 15. května
  - Alberich Józef Siwek, opat polského kláštera Wachock a kláštera Vyšší Brod († 12. prosince 2008)
  - Nasrallah Butrus Sfeir, libanonský kardinál maronitský patriarcha Antiochie († 12. května 2019)
- 18. května – Jan Pavel II., 264. papež v dějinách církve († 2. dubna 2005)
- 21. května – Irena Kowalska-Wuttke, polská harcerská instruktorka a odbojářka († 24. září 1944)
- 25. května
  - Arthur Wint, jamajský běžec, olympionik († 19. října 1992)
  - Urbano Navarrete Cortés, španělský kardinál, rektor Papežské univerzity Gregoriana († 22. listopadu 2010)
  - Dorotea Bavorská, rakouská arcivévodkyně a bavorská princezna († 5. července 2015)
- 26. května – Peggy Lee, americká jazzová a popová zpěvačka († 21. ledna 2002)
- 28. května
  - Victor Turner, britský antropolog († 18. prosince 1983)
  - Jan Wiener, český letec RAF a politický vězeň komunistického režimu († 24. listopadu 2010)
- 29. května – John Harsanyi, americký ekonom, nositel Nobelovy ceny († 9. srpna 2000)
- 30. května
  - Godfrey Binaisa, prezident Ugandy († 5. srpna 2010)
  - Franklin J. Schaffner, americký režisér († 2. července 1989)
- 2. června
  - Horst Blume, německý spisovatel
  - Marcel Reich-Ranicki, německý publicista a literární kritik († 18. září 2013)
- 5. června
  - Marian Bielicki, polský spisovatel († 8. dubna 1972)
  - Božena Slabejová, slovenská herečka († 13. prosince 2004)
- 6. června – Josef Vlček, moravský katolický aktivista, politický vězeň a vydavatel († 28. července 2015)
- 8. června – Ivan Nikitovič Kožedub, sovětský válečný pilot († 8. srpna 1991)
- 10. června – Jozef Májovský, slovenský botanik († 16. dubna 2012)
- 11. června
  - Mahéndra, nepálský král († 31. ledna 1972)
  - Shelly Manne, americký jazzový bubeník († 26. září 1984)
  - Irving Howe, americký literární kritik, historik a levicový politický aktivista († 5. května 1993)
- 15. června – Alberto Sordi, italský herec, zpěvák, skladatel a režisér († 25. února 2003)
- 16. června – Geoffrey Jenkins, jihoafrický spisovatel († 7. listopadu 2001)
- 17. června – François Jacob, francouzský lékař, fyziolog a genetik, nositel Nobelovy ceny († 19. dubna 2013)
- 20. června – Amos Tutuola, nigerijský spisovatel († 8. června 1997)
- 29. června – Raymond Harryhausen, americký filmař, režisér, animátor a scenárista († 7. května 2013)
- 10. července – Owen Chamberlain, americký fyzik († 28. února 2006)
- 11. července
  - Richard Dell, novozélandský zoolog († 6. března 2002)
  - Zecharia Sitchin, izraelský novinář a záhadolog († 9. října 2010)
- 13. července – Hans Blumenberg, německý filozof († 28. března 1996)
- 14. července – Paul Crauchet, francouzský herec († 19. prosince 2012)
- 17. července – Juan Antonio Samaranch, španělský sportovní funkcionář († 21. dubna 2010)
- 21. července
  - Isaac Stern, americký houslista a dirigent († 22. září 2001)
- Gunnar Thoresen, norský fotbalový útočník († 30. září 2017)
- 23. července – Amália Rodrigues, portugalská zpěvačka a herečka († 6. října 1999)
- 25. července – Rosalind Franklinová, anglická biofyzička a chemička († 16. dubna 1958)
- 29. července – Alvin W. Gouldner, americký sociolog († 15. prosince 1980)
- 1. srpna
  - Thomas McGuire, americký pilot a druhé nejúspěšnější letecké eso amerického letectva(† 7. ledna 1945)
  - James Mourilyan Tanner, britský dětský endokrinolog († 11. srpna 2010)
- 3. srpna – P. D. Jamesová, anglická spisovatelka († 27. listopadu 2014)
- 5. srpna – John Sharp, britský herec († 26. listopadu 1992)
- 8. srpna
  - Jerónimo Podestá, argentinský katolický kněz a biskup († 23. června 2000)
  - Helen Thomasová, americká novinářka († 20. července 2013)
- 9. srpna – Margie Hyams, americká jazzová vibrafonistka a klavíristka († 14. června 2012)
- 10. srpna – Aharon Meged, izraelský spisovatel a dramatik († 23. března 2016)
- 11. srpna – June Hutton, americká herečka a zpěvačka († 2. května 1973)
- 12. srpna – Sam Ulano, americký jazzový bubeník († 1. ledna 2014)
- 13. srpna – Jean Honoré, francouzský kardinál, arcibiskup Tours, († 28. února 2013)
- 15. srpna – Ctibor Filčík, slovenský herec († 21. listopadu 1986)
- 16. srpna
  - Charles Bukowski, americký básník a spisovatel († 9. března 1994)
  - Ronald Pope, anglický sochař a malíř († 1997)
  - Virgil Ierunca, rumunský exilový publicista a literární vědec († 28. září 2006)
- 17. srpna – Maureen O'Harová, irsko-americká herečka a zpěvačka († 24. října 2015)
- 18. srpna
  - Shelley Wintersová, americká herečka († 14. ledna 2006)
  - Henrietta Lacksová, dárce buněčné kultury HeLa († 4. října 1951)
- 19. srpna – Michal Maheľ, slovenský geolog († 7. srpna 1999)
- 20. srpna – Vincentas Sladkevičius, litevský kardinál, kaunaský arcibiskup († 28. května 2000)
- 22. srpna – Ray Bradbury, americký spisovatel († 5. června 2012)
- 23. srpna – Mickey Rooney, americký herec († 6. dubna 2014)
- 26. srpna – Richard Bellman, americký matematik († 19. března 1984)
- 29. srpna – Charlie Parker, americký jazzový saxofonista a skladatel († 12. března 1955)
- 5. září – Fons Rademakers, nizozemský filmový režisér, producent a scenárista († 22. února 2007)
- 7. září – Harri Webb, velšský básník († 31. prosince 1994)
- 14. září
  - Alberto Calderón, argentinský matematik († 16. dubna 1998)
  - Mario Benedetti, uruguayský novinář a spisovatel († 17. května 2009)
  - Lawrence Klein, americký ekonom, nositel Nobelovy ceny († 20. října 2013)
- 15. září – Michiel Daniel Overbeek, jihoafrický astronom († 19. července 2001)
- 16. září
  - Lino Tonti, italský motocyklový konstruktér († 8. června 2002)
  - Hannie Schaftová, nizozemská komunistická odbojářka († 17. dubna 1945)
- 17. září – Dinah Sheridanová, anglická herečka († 25. listopadu 2012)
- 20. září – Hanns Cibulka, německý spisovatel († 20. června 2004)
- 23. září
  - Alexandr Grigorjevič Aruťunjan, arménský hudební skladatel († 28. března 2012)
  - Ovadja Josef, izraelský vrchní rabín († 7. října 2013)
- 24. září
  - Leo Marks, anglický kryptograf, dramatik a scenárista († 15. ledna 2001)
  - Richard Ira Bong, americký válečný pilot († 6. srpna 1945)
  - Zuko Džumhur, bosenskohercegovský spisovatel, cestovatel a cestopisec, filmový a televizní scenárista a kreslíř († 27. listopadu 1989)
- 25. září – Sergej Bondarčuk, ruský herec, scenárista a režisér († 20. října 1994)
- 27. září – Carlo Alberto dalla Chiesa, generál italských četníků († 3. září 1982)
- 29. září – Peter D. Mitchell, britský biochemik, nositel Nobelovy ceny († 10. dubna 1992)
- 1. října – Walter Matthau, americký herec († 1. července 2000)
- 2. října – Ștefan Kovács, rumunský fotbalista a fotbalový trenér († 22. května 1995)
- 3. října – Vladimír Hajko, slovenský fyzik a politik († 24. července 2011)
- 5. října – Meliton Kantaria, gruzínský seržant sovětské armády, který spoluvztyčil sovětskou vlajku nad berlínským Reichstagem († 27. prosince 1993)
- 6. října – Andrzej Munk, polský režisér († 21. září 1961)
- 8. října – Frank Herbert, americký spisovatel († 11. února 1986)
- 9. října
  - Viliam Záborský, slovenský herec († 5. února 1982)
  - Yusef Lateef, americký multiinstrumentalista a skladatel († 23. prosince 2013)
- 11. října – James Aloysius Hickey, arcibiskup Washingtonu, kardinál († 24. října 2004)
- 13. října – Albert Hague, německý skladatel a textař († 12. listopadu 2001)
- 15. října – Mario Puzo, americký spisovatel († 2. července 1999)
- 17. října
  - Montgomery Clift, americký herec († 23. červenec 1966)
  - Miguel Delibes, španělský romanopisec († 12. března 2010)
- 18. října – Melina Mercouri, řecká herečka, zpěvačka a politička († 6. března 1994)
- 22. října – Timothy Leary, americký psycholog, spisovatel, filosof, popularizátor LSD († 31. května 1996)
- 23. října – Gianni Rodari, italský novinář a spisovatel literatury pro děti a mládež († 14. dubna 1980)
- 24. října – Robert Coffy, francouzský kardinál († 15. července 1995)
- 27. října – Kóččeril Ráman Nárájanan, indický politolog a diplomat, prezident Indie jako první člen kasty nedotknutelných († 9. listopadu 2005)
- 29. října
  - Sin Hjonhwak, ministerský předseda Jižní Koreje († 26. dubna 2007)
  - Baruj Benacerraf, americký imunolog, nositel Nobelovy ceny († 2. srpna 2011)
- 31. října
  - Gunnar Gren, švédský fotbalista († 10. listopadu 1991)
  - Fritz Walter, německý fotbalista († 18. června 2002)
  - Helmut Newton, německý fotograf († 23. ledna 2004)
  - Dick Francis, britský žokej, novinář a spisovatel († 14. února 2010)
- 3. listopadu – Oodgeroo Noonuccalová, australská spisovatelka a politická aktivistka († 16. září 1993)
- 5. listopadu – Douglass North, americký ekonom, nositel Nobelovy ceny († 23. listopadu 2015)
- 7. listopadu – João Cabral de Melo Neto, velšská spisovatelka, publicistka a feministka († 12. července 2013)
- 8. listopadu – Eugênio de Araújo Sales, brazilský kardinál, arcibiskup arcidiecéze Rio de Janeiro († 9. července 2012)
- 9. listopadu – Thomas A. Sebeok, maďarský filosof a lingvista († 21. prosince 2001)
- 14. listopadu – John McCabe, americký spisovatel a pedagog († 27. září 2005)
- 17. listopadu
  - George Dunning, kanadský ilustrátor a filmový animátor († 15. února 1979)
  - Jean Starobinski, švýcarský literární teoretik († 4. března 2019)
- 18. listopadu – Edita Brestenská, slovenská paleontoložka († 2. května 2014)
- 19. listopadu – Gene Tierneyová, americká herečka († 6. listopadu 1991)
- 21. listopadu – Stan Musial, americký baseballista a manažer († 19. ledna 2013)
- 23. listopadu – Paul Celan, rumunský básník († 20. dubna 1970)
- 25. listopadu – Ricardo Montalbán, mexicko-americký herec († 14. ledna 2009)
- 29. listopadu – Joseph Shivers, americký textilní chemik a vynálezce († 1. září 2014)
- 3. prosince – Marie Ljalková, česká válečná snajperka († 7. listopadu 2011)
- 6. prosince
  - Dave Brubeck, americký jazzový klavírista († 5. prosince 2012)
  - George Porter, anglický chemik, nositel Nobelovy ceny († 31. srpna 2002)
- 7. prosince – Walter Nowotny, německý stíhač († 8. listopadu 1944)
- 9. prosince
  - Doug Serrurier, jihoafrický automobilový závodník († 3. června 2006)
  - Carlo Azeglio Ciampi, italský prezident († 16. září 2016)
- 10. prosince
  - Ragnhild Hvegerová, dánská plavkyně († 1. prosince 2011)
  - Clarice Lispectorová, brazilská spisovatelka a novinářka († 9. prosince 1977)
  - Reginald Rose, americký scenárista a spisovatel († 19. dubna 2002)
- 12. prosince – Kazimierz Jasiński, polský historik († 8. srpna 1997)
- 13. prosince
  - Kaysone Phomvihane, prezident Laosu († 21. listopadu 1992)
  - George P. Shultz, americký ekonom, politik a podnikatel († 6. února 2021)
- 14. prosince – Clark Terry, americký trumpetista († 21. února 2015)
- 17. prosince – Kenneth Iverson, kanadský informatik († 19. října 2004)
- 19. prosince – Little Jimmy Dickens, americký zpěvák a kytarista († 2. ledna 2015)
- 20. prosince
  - Väinö Linna, finský spisovatel († 21. dubna 1992)
  - Aharon Jariv, ředitel izraelské vojenské zpravodajské služby († 7. května 1994)
- 25. prosince – Jerome Richardson, americký jazzový saxofonista a flétnista († 23. června 2000)
- 27. prosince – Robert Whittaker, americký ekolog († 20. října 1980)
- 28. prosince – Antoinette, baronka z Massy, sestra monackého knížete Rainiera III. († 18. března 2011)
- 29. prosince – Viveca Lindfors, švédská herečka († 25. října 1995)
- 30. prosince – Jack Lord, americký filmový a seriálový herec a producent († 21. ledna 1998)

## Úmrtí

### Česko

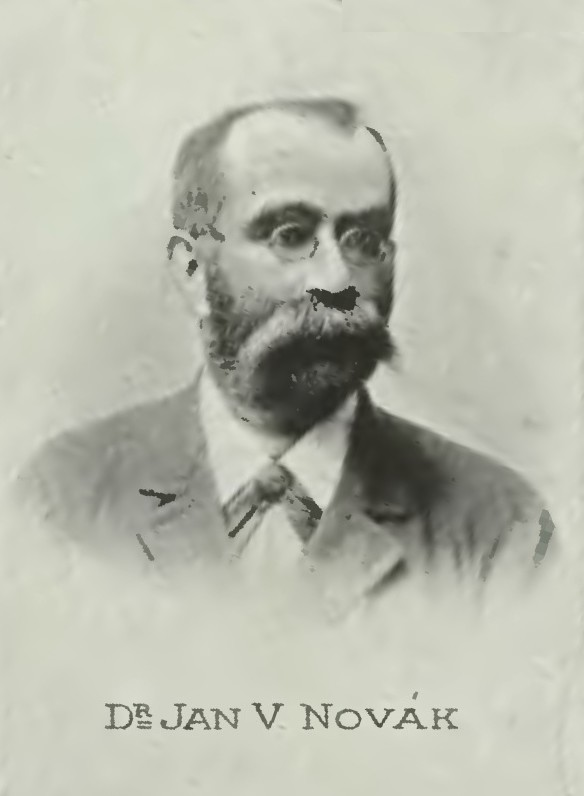
Jan Václav Novák († 30. dubna)

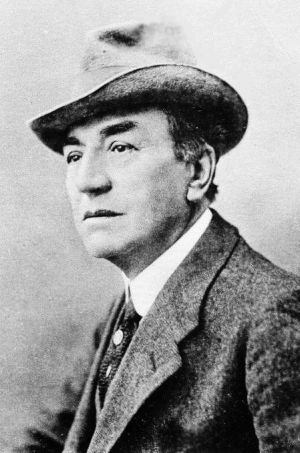
Eduard Vojan († 31. května)

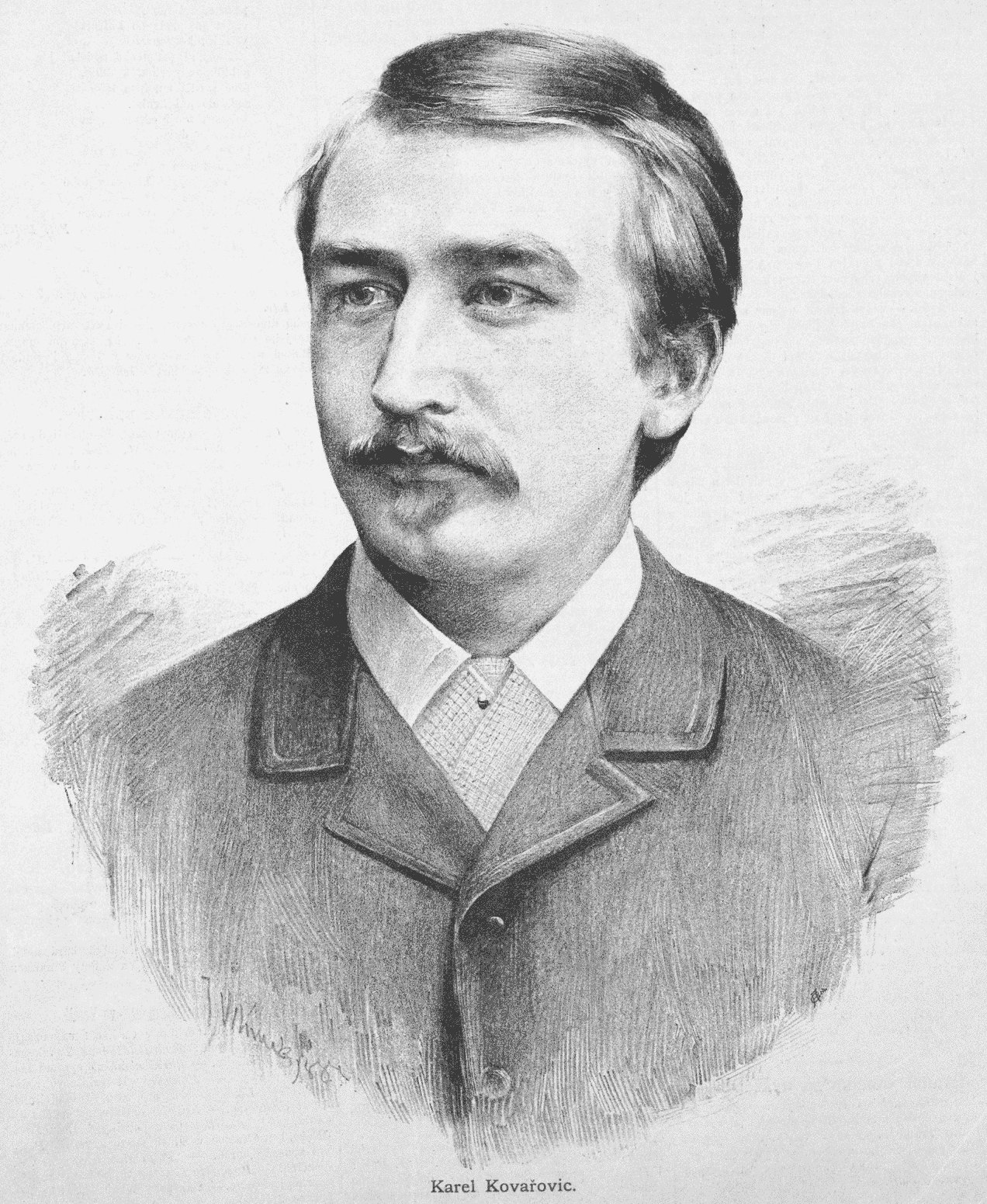
Karel Kovařovic († 6. prosince)

- 1. ledna – Růžena Svobodová, česká spisovatelka (* 10. července 1868)
- 5. ledna – Prokop Sedlák, poslanec Českého zemského sněmu (* 2. srpna 1838)
- 7. ledna – Václav Hübner, ředitel Národního divadla v Brně (* 11. června 1857)
- 17. ledna – Emilie Fryšová, česká pedagožka, etnografka a publicistka (* 23. července 1840)
- 25. ledna – Norbert František Drápalík, opat kanonie premonstrátů v Nové Říši (* 23. září 1861)
- 1. února – Rudolf Dvořák, zakladatel české orientalistiky (* 12. listopadu 1860)
- 8. února – Rudolf Mazuch, český akademický malíř (* 9. srpna 1891)
- 10. února – Josef Antonín Hůlka, biskup českobudějovický (* 10. února 1851)
- 14. února – Hana Dumková, autorka kuchařských knih (* 15. května 1847)
- 4. března – Václav Koranda, kněz, básník a publicista (* 24. září 1871)
- 12. března – Dominik Riegel, nadporučík dělostřelectva rakouské armády a mistr šermu (* 24. dubna 1840)
- 26. března – Vojtěch Kryšpín, učitel a literární historik (* 2. dubna 1844)
- 3. dubna – Adolf Gottwald, český překladatel (* 16. ledna 1878)
- 27. dubna – Emerich Maixner, český lékař (* 6. listopadu 1847)
- 30. dubna – Jan Václav Novák, český literární historik (* 21. prosince 1853)
- 1. května – Hanuš Wihan, violoncellista a hudební pedagog (* 5. června 1855)
- 4. května – Věnceslava Lužická, česká spisovatelka (* 6. prosince 1832)
- 8. května – Josef Šír, podkrkonošský národní buditel (* 7. ledna 1859)
- 16. května – Jan Klecanda, učitel, spisovatel a novinář (* 5. března 1855)
- 18. května – August Fournier, český historik, vysokoškolský pedagog a politik (* 19. června 1850)
- 31. května – Eduard Vojan, český herec (* 5. května 1853)
- 1. července – Ferdinand Velc, český malíř, fotograf a etnograf (* 27. července 1864)
- 6. července – Václav Krotký, kladenský stavitel (* 26. prosince 1855)
- 15. července – Jan Autengruber, český malíř (* 25. dubna 1887)
- 20. srpna – Hugo Alfons Dietrichstein, rakouský šlechtic, generál, diplomat a dvořan (* 19. prosince 1858)
- 4. září – Václav Šnajdr, český básník, novinář a podnikatel (* 26. září 1847)
- 7. září – Johann Ulrich, sedmý moravskoostravský starosta (* 8. prosince 1861)
- 17. října – František Bílý, český literární historik a kritik (* 8. listopadu 1854)
- 18. října – Josef Seliger, rakouský a československý politik (* 16. února 1870)
- 3. listopadu – Karel Kněžourek, přírodovědec (* 7. listopadu 1857)
- 4. listopadu – Petr Cingr, český sociálně demokratický novinář a politik (* 12. května 1850)
- 11. listopadu – Albert Vojtěch Velflík, rektor ČVUT (* 4. dubna 1856)
- 15. listopadu – Josef Mauder, český sochař a malíř (* 1. prosince 1854)
- 6. prosince – Karel Kovařovic, hudební skladatel (* 9. prosince 1862)
- 26. prosince – Jakub Virgil Holfeld, klavírní pedagog (* 27. listopadu 1835)

### Svět

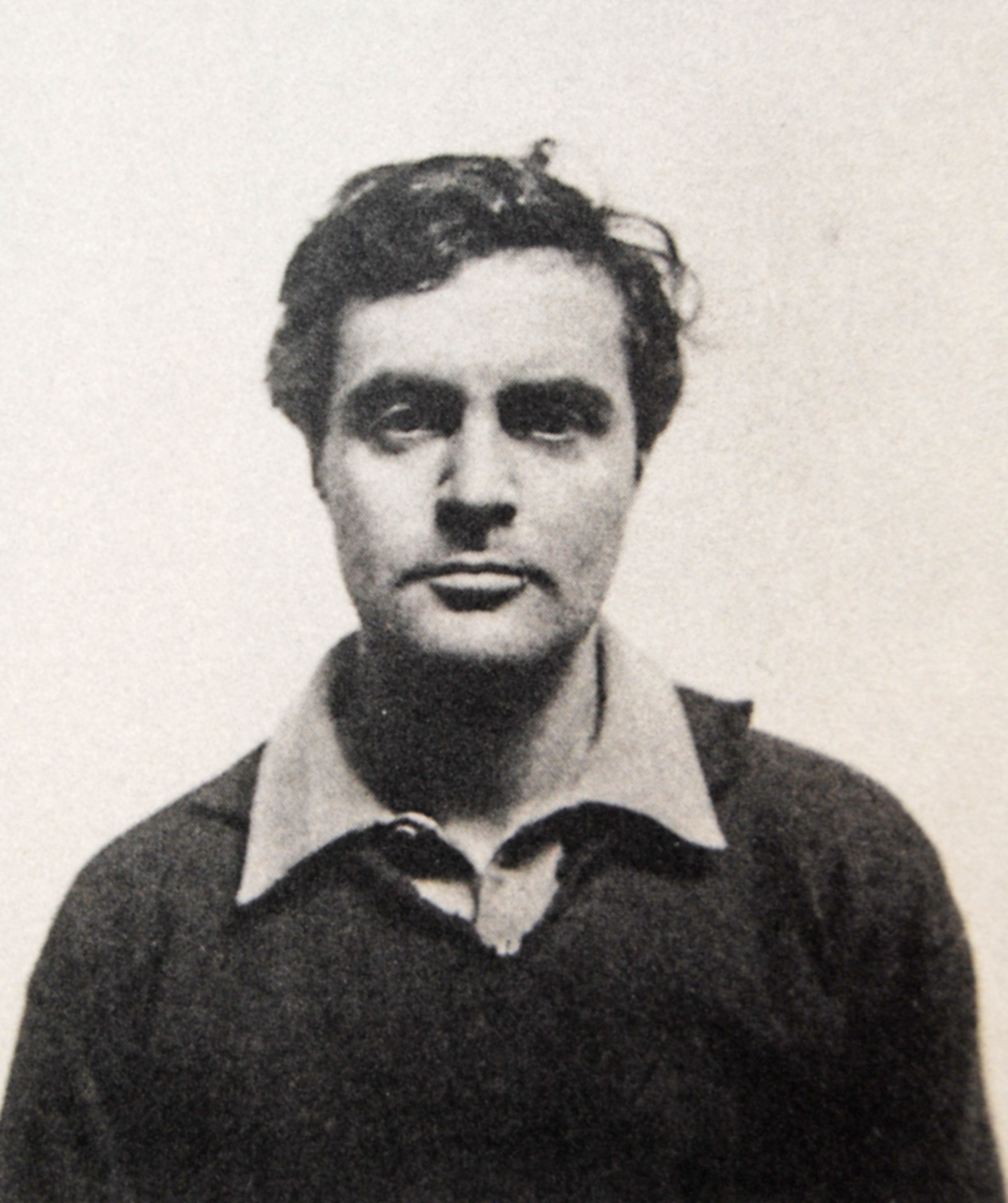
Amedeo Modigliani († 24. ledna)

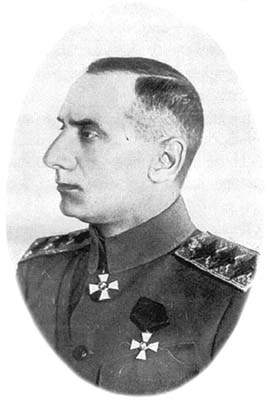
Alexandr Vasiljevič Kolčak († 7. února)

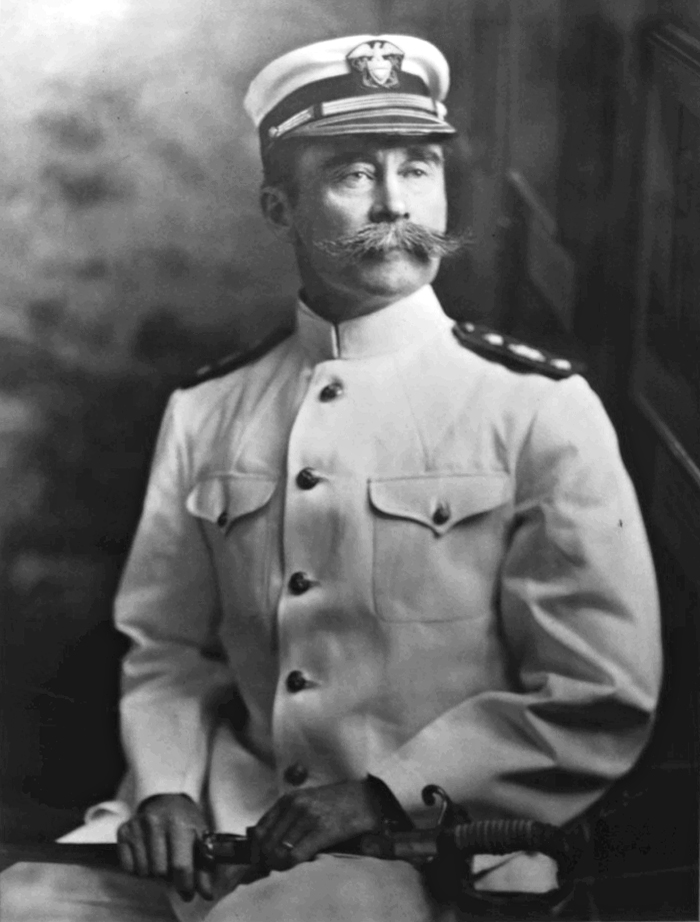
Robert Peary († 20. února)

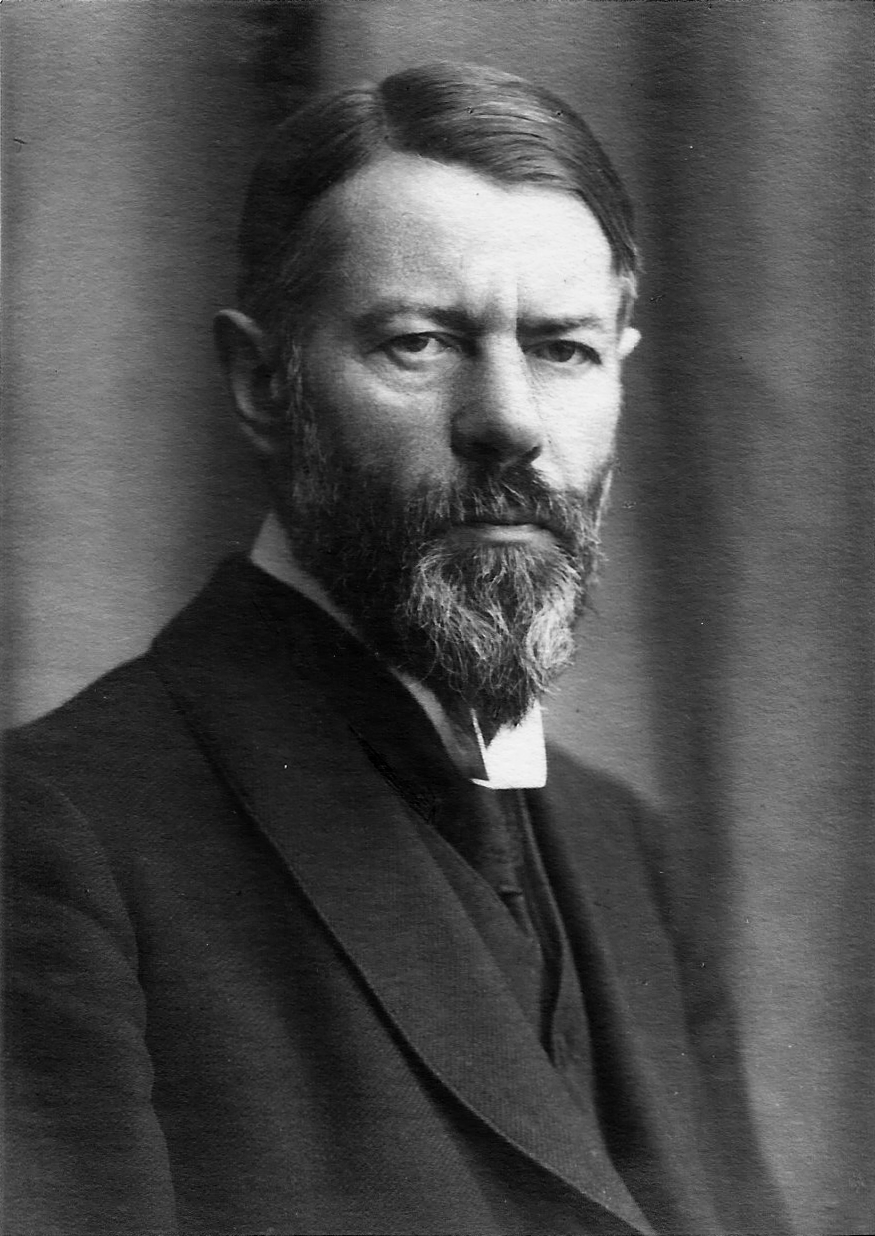
Max Weber († 14. června)

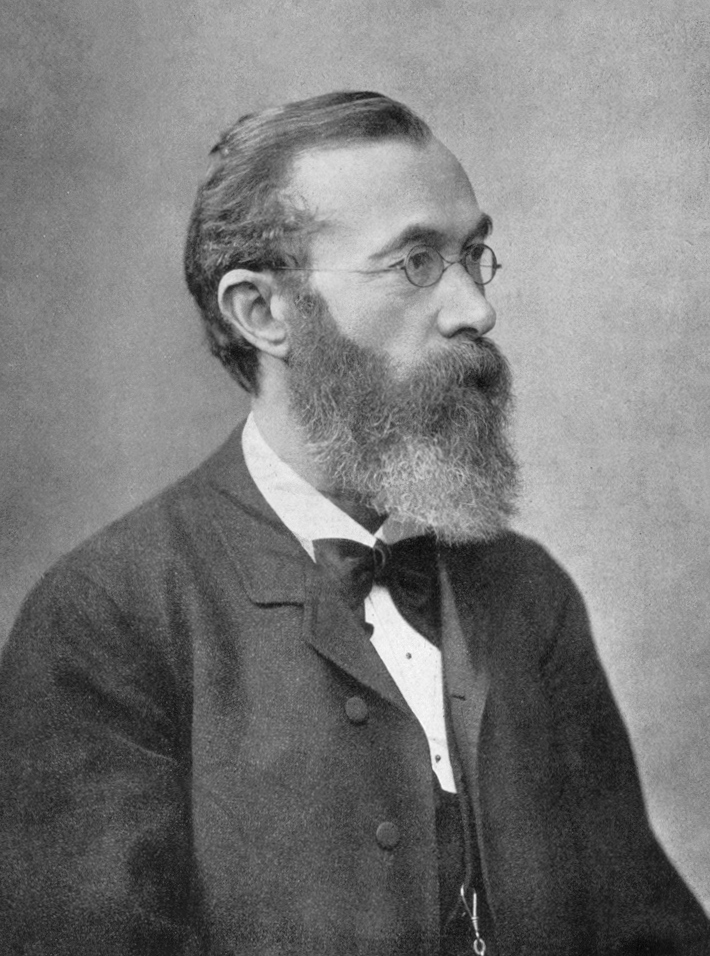
Wilhelm Wundt († 31. srpna)

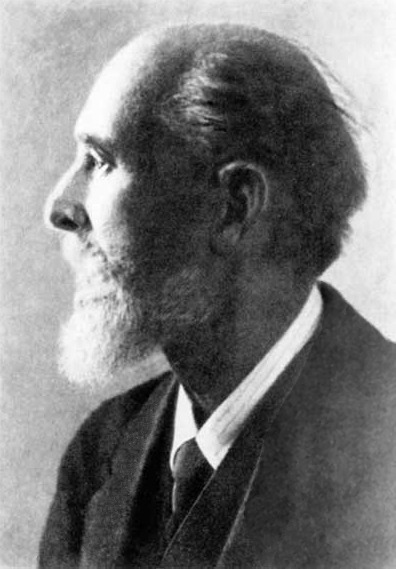
Carl Fabergé († 24. září)

- 2. ledna – Paul Adam, francouzský spisovatel a publicista (* 7. prosince 1862)
- 4. ledna – Benito Pérez Galdós, španělský spisovatel (* 10. května 1843)
- 6. ledna – Heinrich Lammasch, poslední ministerský předseda Rakousko-Uherska (* 21. května 1853)
- 7. ledna – Edmund Barton, australský předseda vlády (* 18. ledna 1849)
- 13. ledna – Heinrich von Pitreich, ministr války Rakouska-Uherska (* 10. listopadu 1841)
- 21. ledna – Ludomił German, polský spisovatel a politik (* 16. září 1851)
- 24. ledna – Amedeo Modigliani, italský malíř a sochař (* 12. července 1884)
- 26. ledna
  - Jeanne Hébuterneová, francouzská umělkyně (* 6. dubna 1898)
  - Vladimir Oskarovič Kappel, ruský vojenský velitel (* 16. dubna 1883)
- 1. února – Vladimir Mitrofanovič Puriškevič, ruský antisemitský politik (* 24. srpna 1870)
- 2. února – Pál Szinyei Merse, slovenský malíř (* 4. července 1845)
- 6. února – Nikolaj Nikolajevič Ryžkov, ruský kněz, představený pravoslavných chrámů v Praze a Karlových Varech (* 8. října  1868)
- 7. února – Alexandr Vasiljevič Kolčak, ruský admirál (* 16. listopadu 1874)
- 13. února – Otto Gross, rakouský lékař, psychiatr a psychoanalytik (* 17. března 1877)
- 17. února
  - Teofil Kotykiewicz, vídeňský stavitel varhan (* 27. dubna 1849)
  - Eduard von Knorr, německý admirál (* 8. března 1840)
- 20. února – Robert Peary, americký polárník (* 6. května 1856)
- 25. února – Vadim Podbělskij, revolucionář, sovětský státník (* 25. listopadu 1887)
- 1. března – Josef Trumpeldor, sionista a židovský veterán rusko-japonské války (* 1. prosince 1880)
- 7. března – Jaan Poska, ministr zahraničních věcí Estonska (* 24. ledna 1866)
- 10. března – Wilhelm J. Burger, rakouský fotograf a malíř (* 15. března 1844)
- 13. března – Mary Devensová, americká fotografka (* 17. května 1857)
- 14. března – Nikolaj Sergejevič Korotkov, ruský chirurg (* 26. února 1874)
- 15. března – Edmund Reitter, rakouský entomolog (* 22. října 1845)
- 18. března – Franz Büchner, německý stíhací pilot (* 2. ledna 1898)
- 25. března – Aloys von Liechtenstein, rakouský šlechtic a politik (* 18. listopadu 1846)
- 26. března – Kazimierz Chłędowski, předlitavský státní úředník a politik (* 28. února 1843)
- 3. dubna
  - Hugo von Schauer, ministr spravedlnosti Předlitavska (* 1. dubna 1862)
  - Hector Hodler, švýcarský esperantista (* 1. října 1887)
- 20. dubna – Pierre Daniel Chantepie de la Saussaye, holandský religionista (* 9. dubna 1848)
- 26. dubna – Šrínivása Rámanudžan, indický matematik (* 22. prosince 1887)
- 1. května – Markéta z Connaughtu, vévodkyně ze Skåne, anglická a švédská princezna (* 15. ledna 1882)
- 6. května – Adolf von Liebenberg, rakouský zemědělský odborník (* 15. září 1851)
- 11. května
  - Jim Colosimo, vládce chicagského podsvětí (* 1877)
  - Stefan Gębarski, polský spisovatel (* 1864)
- 15. května – Owen Morgan Edwards, velšský historik a spisovatel (* 26. prosince 1858)
- 16. května – Levi P. Morton, americký politik (* 16. května 1824)
- 18. května – August Fournier, rakouský a český historik, vysokoškolský pedagog a politik (* 19. června 1850)
- 21. května
  - Venustiano Carranza, mexický politik a revolucionář (* 29. prosince 1859)
  - Eleanor H. Porterová, americká spisovatelka knih pro děti a mládež (* 19. prosince 1868)
- 23. května
  - Heorhij Narbut, ukrajinský malíř (* 9. března 1886)
  - Svetozar Borojević von Bojna, rakousko-uherský polní maršál (* 13. prosince 1856)
- 5. června – Rhoda Broughton, velšská spisovatelka (* 29. listopadu 1840)
- 14. června – Max Weber, německý sociolog (* 21. dubna 1864)
- 21. června
  - Gaetano Previati, italský malíř (* 31. srpna 1852)
  - Josiah Conder, britský architekt (* 28. září 1852)
- 28. června – Charles Vincent, francouzský spisovatel romantických a dobrodružných románů (* 9. června 1851)
- 4. července – Max Klinger, německý sochař, malíř a grafik (* 18. února 1857)
- 7. července – Albert Gessmann, předlitavský politik (* 18. ledna 1852)
- 10. července – John Arbuthnot Fisher, britský admirál (* 25. ledna 1841)
- 11. července – Evženie de Montijo, manželka francouzského císaře Napoleona III. (* 1826)
- 17. července – Viktor Wilhelm Russ, rakouský politik (* 28. května 1840)
- 18. července – Albert Zürner, německý olympijský vítěz ve skocích do vody (* 30. ledna 1890)
- 21. července – Patsy Cornwallis-West, irská herečka a milenka krále Eduarda VII. (* 1856)
- 24. července – Ludwig Ganghofer, německý spisovatel, dramaturg, novinář (* 7. července 1855)
- 1. srpna – Bál Gangádhar Tilak, představitel indického hnutí za nezávislost (* 23. července 1856)
- 10. srpna – Adam Politzer, rakouský lékař (* 1. října 1835)
- 22. srpna – Anders Zorn, švédský malíř a grafik (* 18. února 1860)
- 29. srpna – Léon-Adolphe Amette, pařížský arcibiskup a kardinál (* 6. září 1850)
- 31. srpna
  - Louis Ducos du Hauron, francouzský fotograf (* 8. prosince 1837)
  - Wilhelm Wundt, německý lékař, fyziolog a psycholog (* 16. srpna 1832)
- 24. září
  - Inessa Armandová, rusko-francouzská komunistická revolucionářka a feministka (* 8. května 1874)
  - Peter Carl Fabergé, ruský zlatník (* 30. května 1846)
- 19. října – John Reed, americký novinář, básník a komunistický aktivista (* 22. října 1887)
- 20. října – Max Bruch, německý hudební skladatel a dirigent (* 6. ledna 1838)
- 24. října – Marie Alexandrovna Romanovová, ruská velkokněžna (* 17. října 1853)
- 25. října
  - Odoardo Beccari, italský botanik (* 16. listopadu 1843)
  - Alexandr I. Řecký, řecký král (* 1. srpna 1893)
- 6. listopadu – Ludvík Bavorský, syn vévody Maxmiliána (* 21. června 1831)
- 13. listopadu – Hans-Georg Tersling, dánský architekt (* 7. prosince 1857)
- 30. listopadu – Vladimir Maj-Majevskij, ruský generál (* 27. září 1867)
- 2. prosince – Sarah Angelina Aclandová, anglická fotografka (* 26. června 1849)
- 3. prosince – William de Wiveleslie Abney, britský astronom, chemik a fotograf (* 24. července 1843)
- 7. prosince – Štěpán Doubek, český hudební skladatel a pedagog (* 15. září 1872)
- 20. prosince – Julius Richard Petri, německý bakteriolog (* 31. května 1852)
- 27. prosince – Paul Gaffarel, francouzský historik (* 2. října 1843)
- neznámé datum – Abbot Kinney, americký developer (* 1850)

## Hlava státu
- Austrálie – předseda vlády William M. Hughes
- Československo – Tomáš Garrigue Masaryk
- Francie – Georges Clemenceau (od roku 1917), vystřídal Alexandre Millerand a Georges Leygues
- Kanada – předseda vlády Robert L. Bordon (od roku 1911), vystřídal Arthur Meighen
- Německo – Hermann Müller, vystřídal Konstantin Fehrenbach
- Litva – Antanas Smetona /Aleksandras Stulginskis
- USA – Woodrow Wilson
- Japonsko – Císař Taišó